# 日本酒の歴史
日本酒の歴史（にほんしゅのれきし）では、日本酒の歴史について説明する。

## 通史の概要

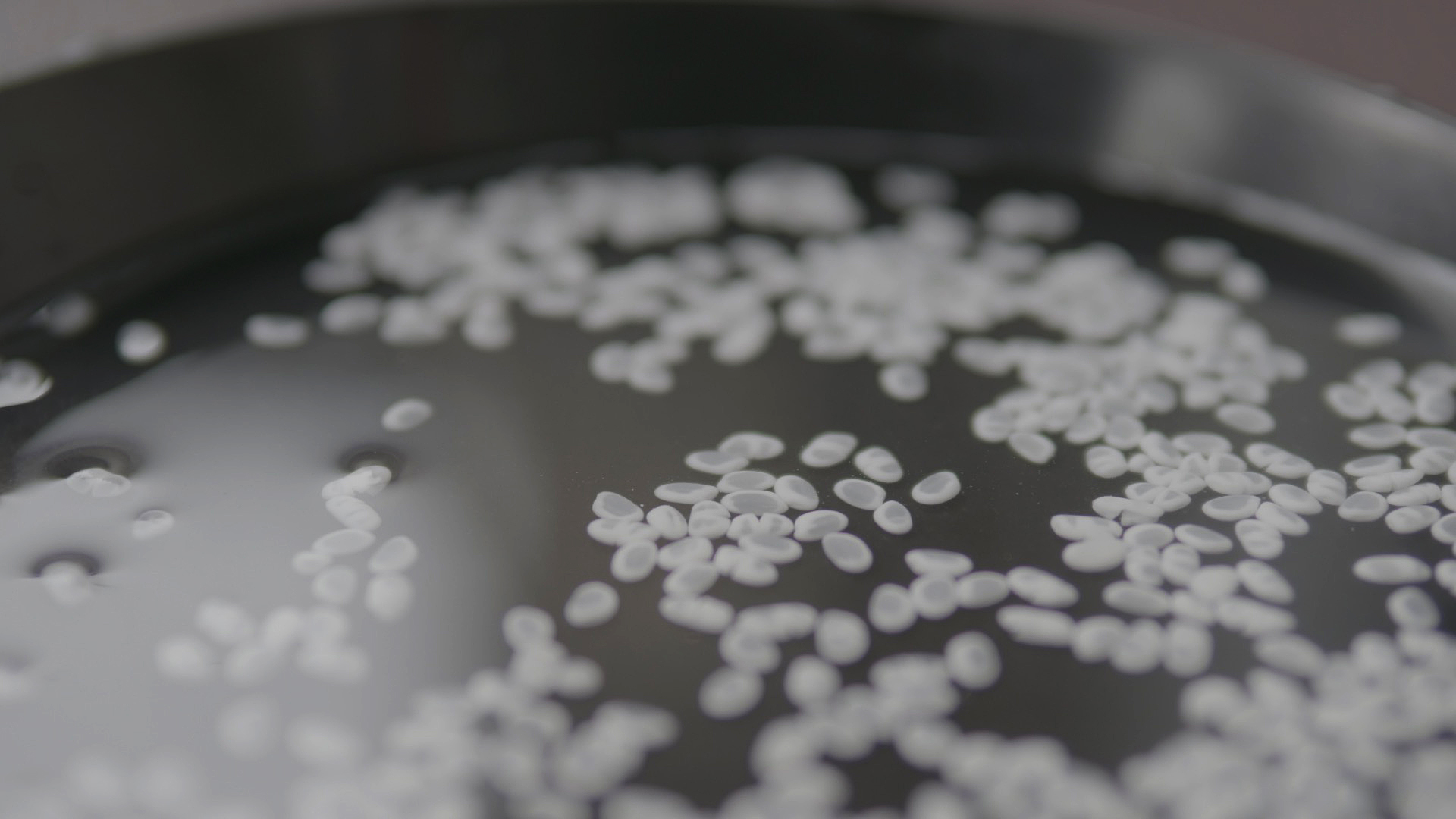
蒸す前のコメ（秋津穂）に水を含ませる工程（油長酒造）。

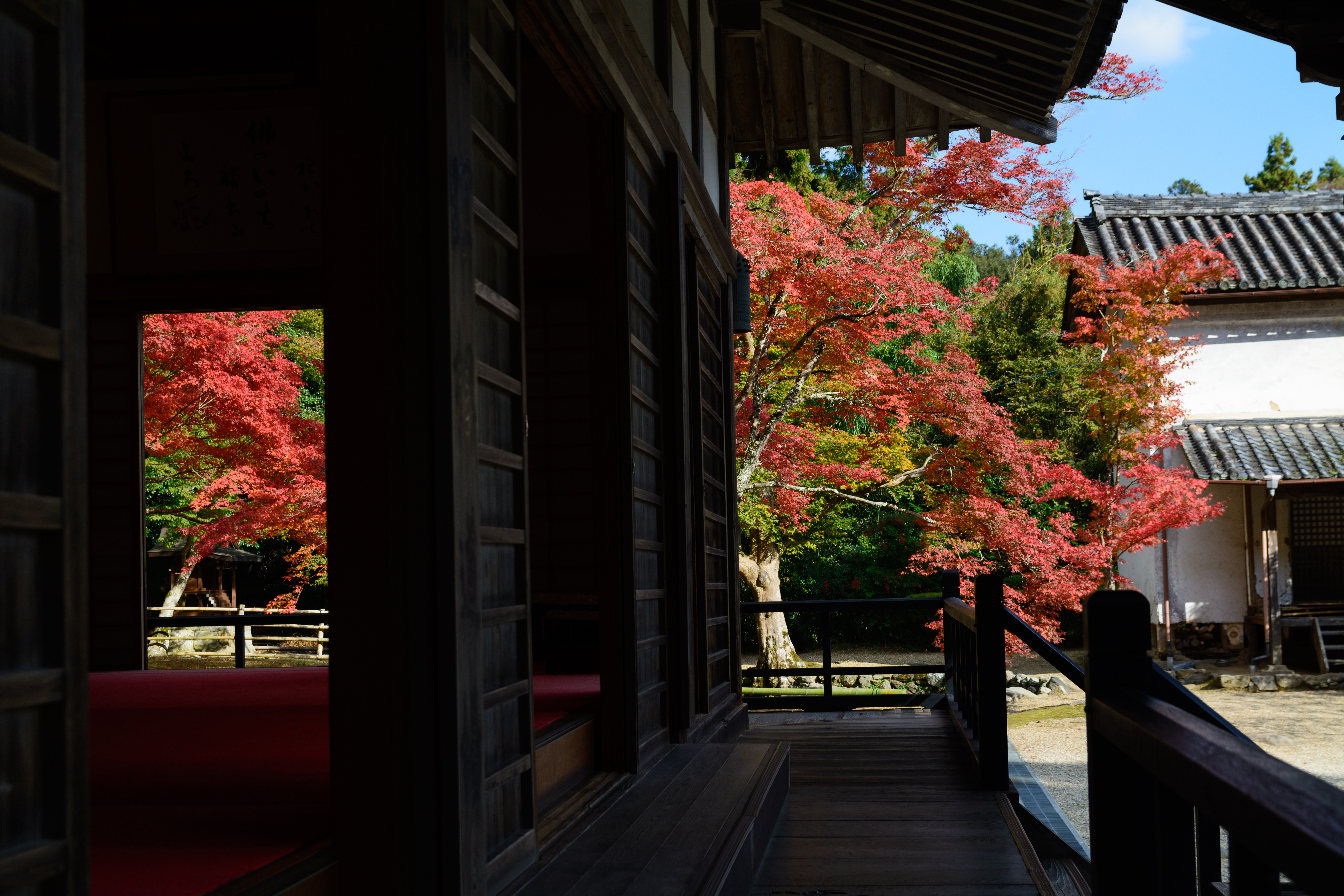
現代につながる画期的な酒造りの技術「菩提酛」が生み出された正暦寺。

### 日本における酒造りの始まりと鎌倉時代までの変遷
米を発酵させて酒を造る技術は日本酒誕生以前に中国にあったが、日本でいつ始まったかには諸説ありはっきりしていない。日本酒造組合中央会においては、「推定」として日本における米を使った酒造りは紀元前300から200年頃に始まったとしており、最初の酒は唾液中のアミラーゼで米のでんぷんを糖に変えて作る口噛み酒であり、麹（麹菌）を利用した酒造りは4世紀頃に始まったとしている。一方で、中国大陸や朝鮮半島で古くからアルコール飲料の製造に使われてきた発酵飲食品の麹菌は、クモノスカビとケカビに属する麹菌であり、日本酒造りで長らく使われてきたニホンコウジカビ（アスペルギルス・オリゼー）は、日本人が突然変異で無毒化したアスペルギルス・フラバスを家畜化して生み出したものと考える学者もいる。
奈良時代から平安時代にかけて朝廷での酒造りが確立し、鎌倉時代になると自家製の濁酒が廃れて、貨幣経済の発展により金融業を兼ねた土倉と呼ばれる造り酒屋が軒を連ねるようになった。鎌倉時代末期から室町時代にかけて京都で造り酒屋が大いに発展した。

### 室町時代における日本酒造りの革新と現代の基礎的な製法の確立
室町時代初期の南北朝時代には戦乱により財政不足となり酒に税がかけられるようになった。室町時代初期には京都では200軒以上、中期には300軒以上の造り酒屋が軒を並べた。京都で造り酒屋が発展した理由としては、荘園の領主たちが住んでおり諸国からの貢米が三条室町に集まっていたため容易に米が手に入ったことと、北野神社が麹の製造と販売の権利を持っておりその周辺に麹製造業者が多数の店を開いていたことがあげられる。
室町時代には、近現代の日本酒造りの製法の直接の基盤となる様々な革新的な日本酒の製法が現れた。この時代の奈良の正暦寺は、諸白仕込み・三段仕込み・菩提酛造り・火入れなどの近現代の日本酒造りの基礎となる製法を完成させており、しばしば正暦寺は「清酒発祥の地」「日本酒発祥」の地と呼ばれる。このような寺院が作った日本酒は僧坊酒と呼ばれており、特に奈良の寺院が造った僧坊酒は「南都諸白」と呼ばれ高い名声を誇った。この時代の酒造記『御酒之日記』には菩提酛の技術の基礎となる「菩提泉」の記述が、興福寺の僧の日記『多門院日記』には正暦寺における酒造りが記述されており、これら革新的な製法が日本酒の品質の安定性・安全性と風味を飛躍的に改善したことがわかる。

### 江戸時代における日本酒造りの産業化
江戸時代の元禄年間になると、もろみに少量の焼酎を加えて香りを良くし、風味をすっきりさせると同時に品質の劣化を防ぐ「柱焼酎」という醸造法が開発された。これは、現代の酒造りで用いられている醸造アルコールの添加の起源といわれることがある。近現代日本酒の最大の産地である兵庫県の灘五郷は、この時代に形成された。1600年代初頭に江戸の人口が急増し始めると、伏見、伊丹、池田などの内陸部で酒造りを行っていた蔵人たちは、気候や水質が酒造りに最適で、江戸への出荷に便利な沿岸部の灘五郷地域に移り住んだ。元禄年間、町人文化が栄えたことで日本酒の消費量が急増し大量の樽酒が江戸に出荷された。この時代、江戸で飲まれていた酒の80％は灘五郷のものだった。今日の白鶴、大関、日本盛、菊正宗、剣菱、沢の鶴など、現在の大手酒造メーカーの多くは灘五郷発祥の蔵元である。
この時代、度重なる天災や天候不順が米不足を招き、江戸幕府は61回もの酒造統制令を出した。江戸時代初期には、四季醸造という季節ごとに最適化された酒造技術があった。寛文7年（1667年）、冬の寒造りの技術が改良され、延宝元年（1673年）、江戸幕府が米不足を理由に寒造り以外の酒造りを禁止すると、四季醸造の技術は途絶え、20世紀に工業技術が発達するまでは冬だけの酒造りが一般的になった。この時代、3年、5年、9年と熟成させた古酒は贅沢品であったが、その美味しさは庶民にも知られていた。江戸時代中期の灘の酒蔵では、酒母造りとして、蒸米と麹を櫂ですりつぶす「酛すり」で乳酸を生成する「生酛」の製法が確立された。

### 明治・大正時代の政府主導による日本酒造りの近代化と革新
明治時代の頃から、日本酒造りの技術は急速に発展し始めた。日本各地で酒造りに最適な酒米の品種改良が盛んに行われた。1860年に開発された「伊勢錦」、1866年に開発された「雄町」、1877年に開発された「神力」などが初期の代表品種である。1923年には、後に「酒米の王」と呼ばれる「山田錦」が誕生した。1895年、矢部規矩治博士が初めて日本酒の醸造に適した清酒酵母サッカロマイセス・サケ（Saccharomyces sake）を分離した。政府は1904年に醸造試験所を開設し、酵母と発酵の詳細な研究を開始し、1904年に新しい酒母製法である「山廃」を開発し、1910年にはさらに改良された「速醸」を開発した。1906年には醸造協会が設立され、有望な酵母が発見された場合は協会系酵母として全国の蔵元に頒布される制度が整えられた。このように有望な清酒酵母が選択的に使用されるようになる以前の日本では、蔵元は各蔵元に固有の酵母を使用していた。酵母は酒造りの過程で空気中に浮遊したり人体に付着したりした微生物と混ざり合って生存競争を繰り広げながら、蔵ごとに独自の進化を遂げていた。これらの酵母の中には日本酒造りに適さないものもあったため、近代化以前は蔵元や時代によって酒質はまちまちであり安定しなかった。

### 戦争による品質の低下と三倍増醸清酒の誕生
1937年、日中戦争が勃発すると食用米と水は戦略物資となり、酒米の生産は半減され、低品質の酒が出回り始めた。1930年代初頭に新型精米機が登場したものの（後述）、精米歩合は65%に制限され、酒の価格も統制されるようになり、水で大幅に希釈した日本酒が出回った。第二次世界大戦後も米不足により、有害な成分を添加したメチル、カストリ、バクダンといった闇酒と呼ばれる密造酒が作られ、飲酒した者が健康を害したり死亡者も出るようになった。このような状況を受けて、政府は酒に水で希釈した醸造アルコールを添加し、さらにぶどう糖、水あめなどの糖類、乳酸・コハク酸などの酸味料、グルタミン酸ソーダなどを添加した三倍増醸清酒を認めた。この低品質の三増酒は高度経済成長期にも廃止されなかったため日本酒の需要は落ちた。

### 端麗辛口ブームと吟醸酒の誕生と普及
三増酒が流通する中でも、水面下では酒質は徐々に向上し酒造りにもさまざまな革新が見られるようになった。1960年代に石本酒造が端麗辛口の「越乃寒梅」を発売すると、それまでの甘くてくどかった三増酒への反発として端麗辛口ブームが始まり20年ほど続いた。また1973年には三増酒よりはるかに醸造アルコール添加量を減らした本醸造酒が登場し、同年に醸造試験所は国賓を招く晩餐会用の高級な酒として貴醸酒を開発した。
現在、世界中で親しまれている吟醸酒は、1930年代から1975年頃にかけて様々な酒造技術が開発されたことによって最終的に完成したものである。「吟醸酒」の語源は江戸時代末期の丁寧に醸した酒を意味する「吟造」（ぎんぞう）であり、同じ意味の「吟醸」という言葉が登場したのは1894年である。1930年から1931年にかけて、新しい精米機が発明され、精米歩合を50％程度にすることで、米粒の表層部分に由来する雑味を取り除き、従来よりも香り高く爽やかな味わいの酒を造ることができるようになった。1936年、吟醸酒造りに最適な酒米である山田錦が兵庫県の奨励品種になった。1953年頃には、リンゴやバナナのような果実のような香りを出し発酵にも優れた「協会9号酵母」が登場した。1965年頃から吟醸酒の研究開発に取り組むメーカーが増え、1968年頃には全国で協会酵母9号が使用されるようになった。1970年代に入ると、もろみ製造工程の温度管理技術が飛躍的に向上した。そして、高精白米と新開発の酵母を使い低温でじっくりと発酵させることでフルーティーな味わいの今日の吟醸酒が完成した。当初は吟醸酒は品評会に出品される特別な酒で市販はされていなかった。1975年頃から吟醸酒が市販されるようになり、1980年代には広く流通するようになり、1990年には吟醸酒と表示できるものが定義され、吟醸酒を販売する蔵元が増えた。吟醸酒の人気の高まりは酵母の研究を促し、吟醸酒に最適化された様々な香りを持つ酵母が数多く開発されるようになった。

### 21世紀
21世紀に入ると従来の黄麹だけではなく、焼酎や泡盛の醸造に使われる白麹や黒麹も日本酒の醸造に使われるようになった。白麹を醸造に使用した日本酒は2009年の新政酒造の「亜麻猫」の発売以来普及した。白麹は多くのクエン酸を生成するため、微生物の繁殖を防ぐ能力が高く、クエン酸由来の酸味が強い風味を持つ傾向に仕上がりやすい。また衛生技術の発達により、明治の近代化以前に使用していた木桶の使用が再び増加している。発酵に木桶を使用することで、木に生息する様々な微生物が日本酒に影響を与え、より複雑な発酵が可能になり、様々な特徴を持つ日本酒ができるという利点がある。また、木に含まれる抗酸化物質が日本酒に良い影響を与えることも知られている。
2018年、株式会社サタケは、ミネラル分が多く雑味が味に加わる米の長軸部分を飛躍的に高速かつ集中的に精米できる新型精米機を開発した。これにより、精米歩合60％の吟醸酒でも、従来の精米歩合40％の大吟醸酒と同じ味わいを実現できるようになり、多くの蔵元が扁平精米で造った酒を販売するようになった。
2024年、日本酒、焼酎、泡盛などの日本の伝統的酒造りがユネスコ無形文化遺産に登録されることが決定した。

## 上代以前

### 伝説の中の日本酒

#### 揚子江起源説
日本列島に住む人々がいつ頃から米を原料とした酒を造るようになったのかは定かではないが、稲作、とりわけ水稲の耕作が定着し、安定して米が収穫できるようになってからのことであるのは確かと思われる。
日本国外には、中国大陸揚子江流域に紀元前4800年ごろ稲作が始まり、ここで造られた米酒が日本に輸出されたのが日本酒の起源とする説もあるが、年代的にもっとも前に位置するとはいえ様々な点で無理があり、日本国内ではほとんど支持されていない。

#### 『論衡』『魏志倭人伝』の記述
日本に酒が存在することを示す最古の記録は、西暦1世紀頃に成立した中国の思想書『論衡』の記述に見られる。
「成王時 越裳獻雉 倭人貢鬯」（恢国篇第五八） 成王の時、越裳は雉を献じ、倭人は暢草を貢ず。
「周時天下太平 越裳獻白雉 倭人貢鬯草 食白雉服鬯草 不能除凶」（儒増篇第二六） 周の時、天下太平、越裳は白雉を献じ、倭人は鬯草を貢す。白雉を食し鬯草を服用するも、凶を除く能はず。
鬯草とは、酒に浸して作製した薬草のことであり、周の成王の時代（紀元前1000年頃）に日本列島内の何処かの国に何らかの酒類が存在した可能性を示唆している。
3世紀に成立した『三国志』東夷伝倭人条（いわゆる魏志倭人伝）の記述にも酒に関する記述が見られる。同書は倭人のことを「人性嗜酒（さけをたしなむ）」と評しており、喪に当たっては弔問客が「歌舞飲酒」をする風習があることも述べている。ただ、この酒が具体的に何を原料とし、またどのような方法で醸造したものなのかまでは、この記述からうかがい知ることはできない。ちなみに、酒と宗教が深く関わっていたことを示すこの『三国志』の記述は、酒造りが巫女（みこ）の仕事であったことをうかがわせる一つの根拠となっている。

#### 大山祇神と木花咲耶姫
水田稲作が伝わり、瓊瓊杵尊が初めて作った水田である狭名田で採れた茂穂で義父である大山祇神が天甜酒を造ったのが起源とされる。
その酒を醸したのが娘である木花咲耶姫と言われている。現在の宮崎県西都市で、母乳の代わりに甘酒を醸して３人の子に与え育てたといわれ、結婚式を挙げた都萬神社の境内には日本酒発祥の碑が建てられている。

#### 八塩折之酒
『日本書紀』には、須佐之男命（素佐男尊とも。すさのおのみこと）が八岐大蛇（やまたのおろち）を退治するために八塩折之酒（やしおおりのさけ）という八度にわたって醸す酒というものを造らせる記述がある。実際の酒質がどのようなものであったか、重複して醸すという点でのちの貴醸酒に通じるものがあるのか、などの疑問点はいまだ解明されていない。

#### 考古学的アプローチ
日本列島では、約3000年前の縄文時代の土坑から、また中国大陸では酒造りに用いられていた酒坑（しゅこう）が発見されている。そこには、発酵したものに集まるショウジョウバエの仲間のサナギとともに、エゾニワトコ、サルナシ、クワ、キイチゴなどの果実の断片が発見されている。
米から造られた酒ではなさそうなので、日本酒の直接の祖先と言ってよいかは議論を待つところだが、日本における醸造の原初的な段階を物語るものとしてこれらの遺構も貴重である。酵母は生き物であり、アルコールも蒸発してしまうものであるから、従来の考古学的手法ではあまり日本酒の起源に関する研究は進んでいない。
古墳時代中期以降（5世紀-）の遺跡からは、楽器として使われたとも酒などの液体を入れたともいわれる、須恵器の「はそう（はさふ、はぞう）」が出土している。
平城京跡地から出土した木簡には、様々な種類の酒の記述がある。

## 上代

### 口嚼ノ酒（くちかみのさけ）とカビの酒
米を原料とした酒であることが確実な記録が日本に登場するのは、『三国志』の時代から約500年も後のことになる。その最古の記述は二つある。
口嚼ノ酒
一つは『大隅国風土記』逸文（713年（和銅6年）以降）である。大隅国（今の鹿児島県東部）では村中の男女が水と米を用意して生米を噛んでは容器に吐き戻し、一晩以上の時間をおいて酒の香りがし始めたら全員で飲む風習があり、「口嚼（くちかみ）ノ酒」と称していたという。口噛み酒は唾液中の澱粉分解酵素であるアミラーゼ、ジアスターゼを利用し、空気中の野生酵母で発酵させる原始的な醸造法であり、東アジアから南太平洋、中南米にも分布している。現代日本語でも酒を醸造することを「醸（かも）す」というが、その古語である「醸（か）む」と「噛（か）む」が同音であるのは、この口嚼ノ酒に由来すると言われている が、異説もある。詳細は「口噛み酒#「醸す」の語源」を参照。
カビ(麹)の酒
もう一つは『播磨国風土記』（716年（霊亀2年）頃）である。携行食の干し飯が水に濡れてカビが生えたので、それを用いて酒を造らせ、その酒で宴会をしたという記述が見える。こちらは麹カビの糖化作用を利用した醸造法であり、現代の日本酒のそれと相通じるものである。このように、奈良時代の同時期に口噛みによるものと麹によるものというふたつの異なる醸造法が記録されている。
のちの万葉集（759年以降成立）にも濁り酒、黒酒、白酒、糟湯酒などが歌の中で読まれている。

### 清酒の起源
『播磨国風土記』には「清酒（すみさけ）」というものに関する記事もある。これを現在の清酒（せいしゅ）の初見とみなす説があるが、議論の分かれるところである。
古代の酒は、出雲や博多に現在も残る練酒（ねりざけ）のようにペースト状でねっとりとしたものが標準的であったようである。現在でも、皇室における新嘗祭（にいなめさい）では、古代の製法で醸造した白酒（しろき）、黒酒（くろき）という二種類の酒が供えられる。黒酒とは、白濁した白酒に、久佐木と呼ばれる草を蒸し焼きにし、その灰をまぜこんで黒くした酒である。これは、黒みがかった古代米で造った古代の酒の色を伝承していくための工夫の結果であろうと考えられている。

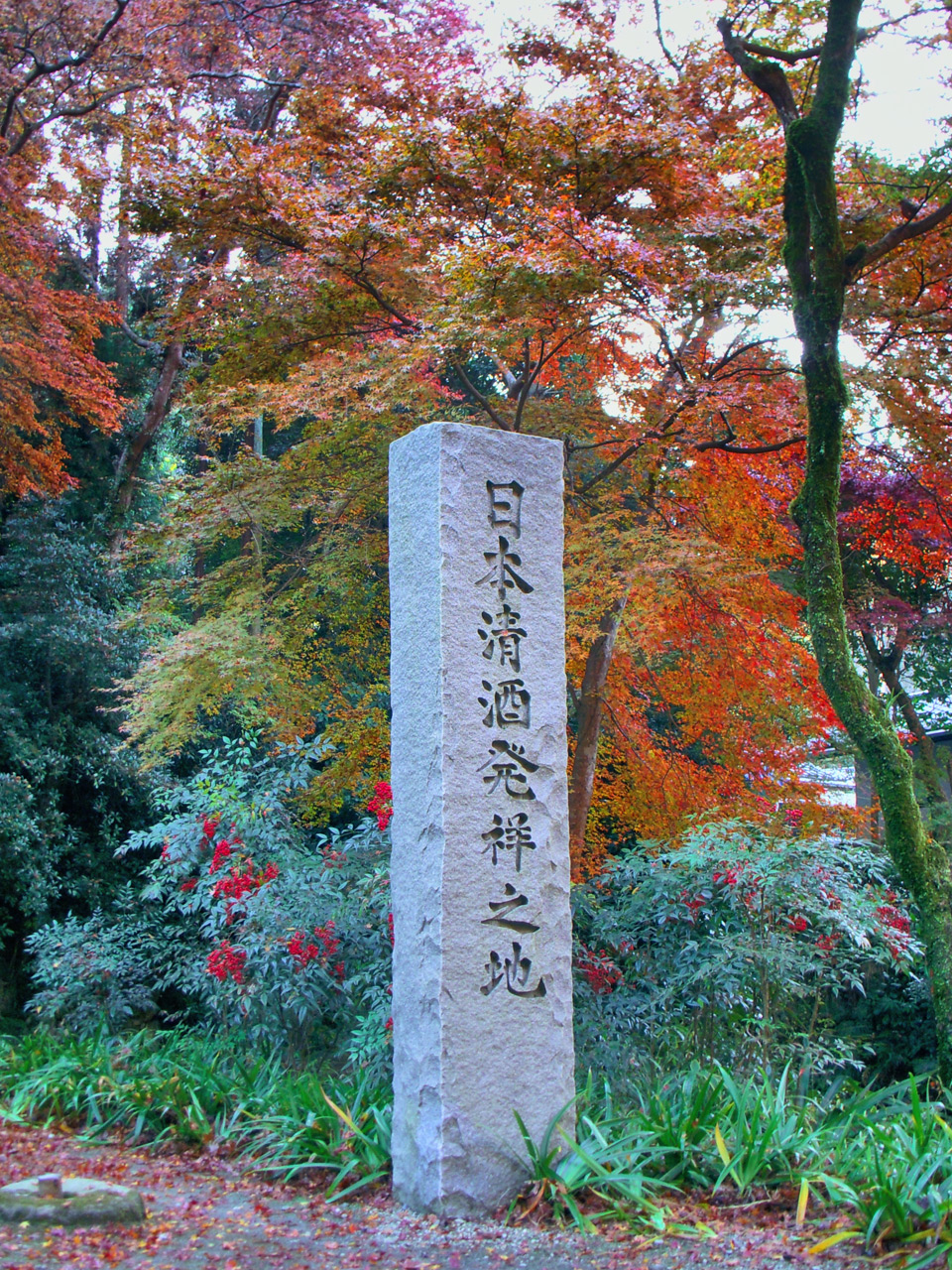
奈良 正暦寺 日本清酒発祥之地の碑

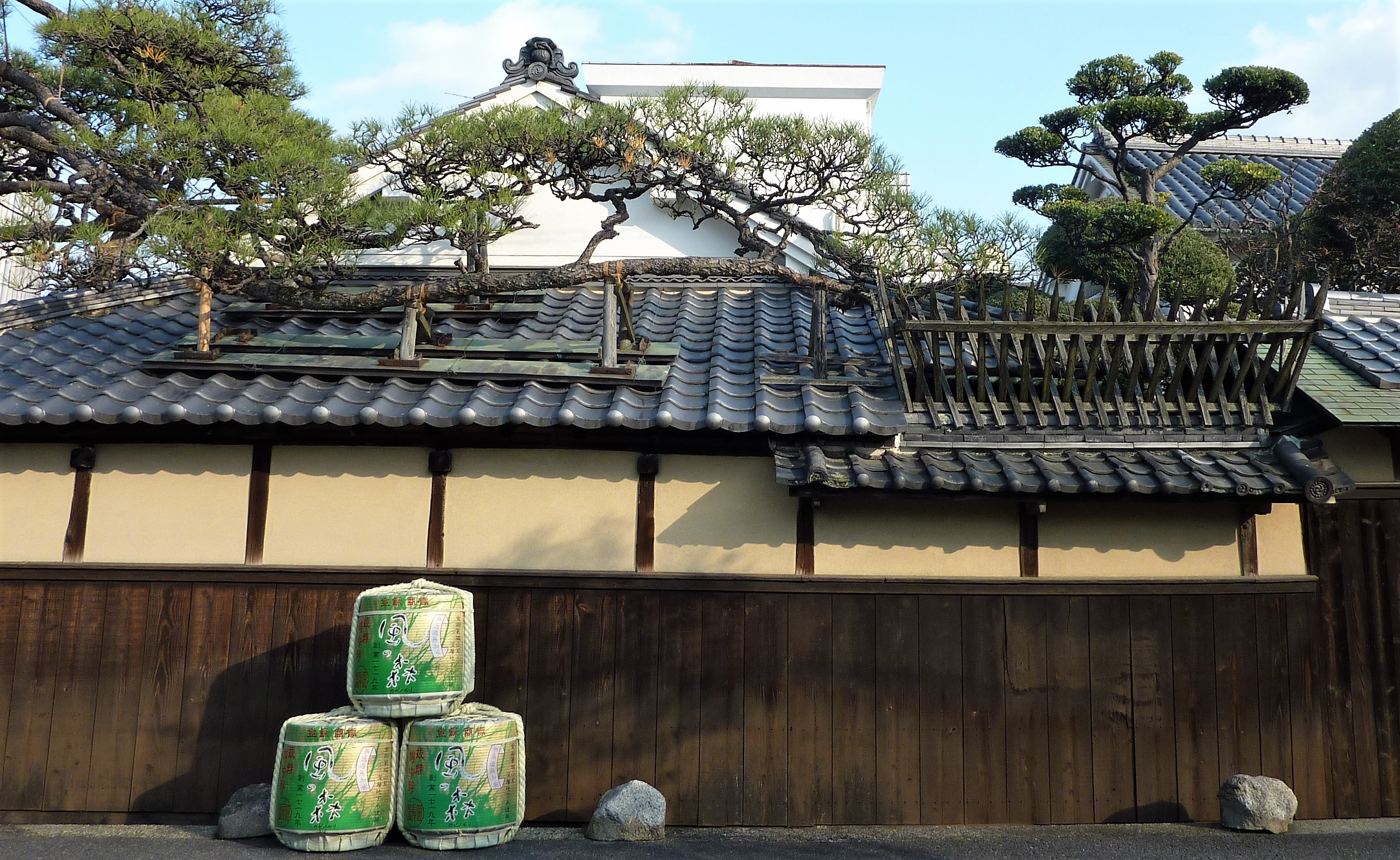
正暦寺において現代につながる画期的な酒造りの技術「菩提酛」が生み出されたが、この製造技術を復活させた奈良県内の15の酒蔵のひとつ油長酒造

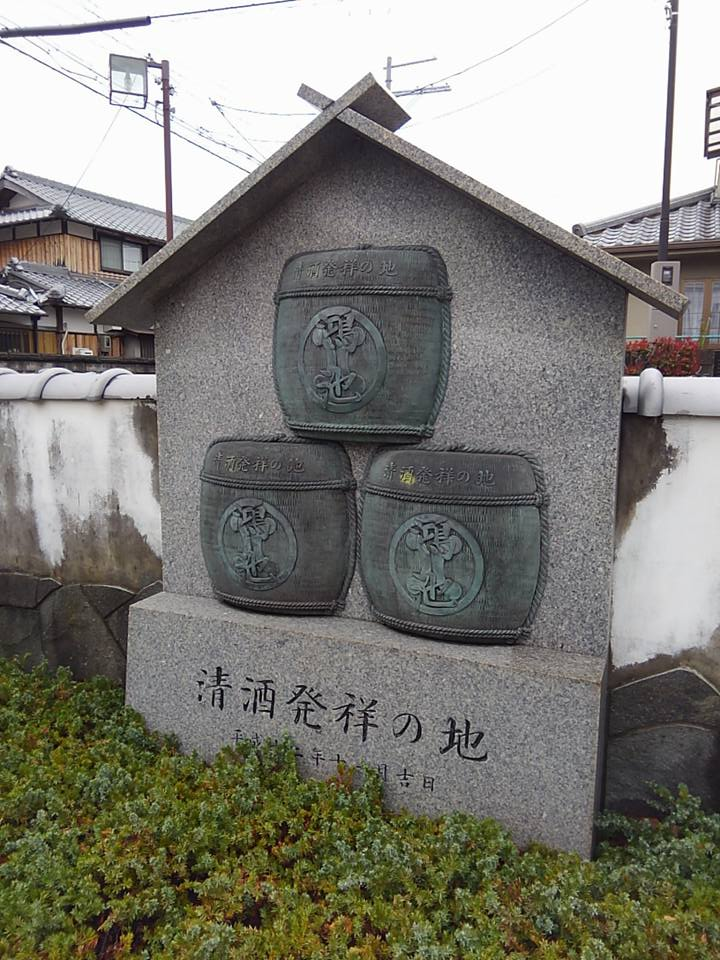
伊丹市　鴻池6丁目にある清酒発祥の地・鴻池の石碑

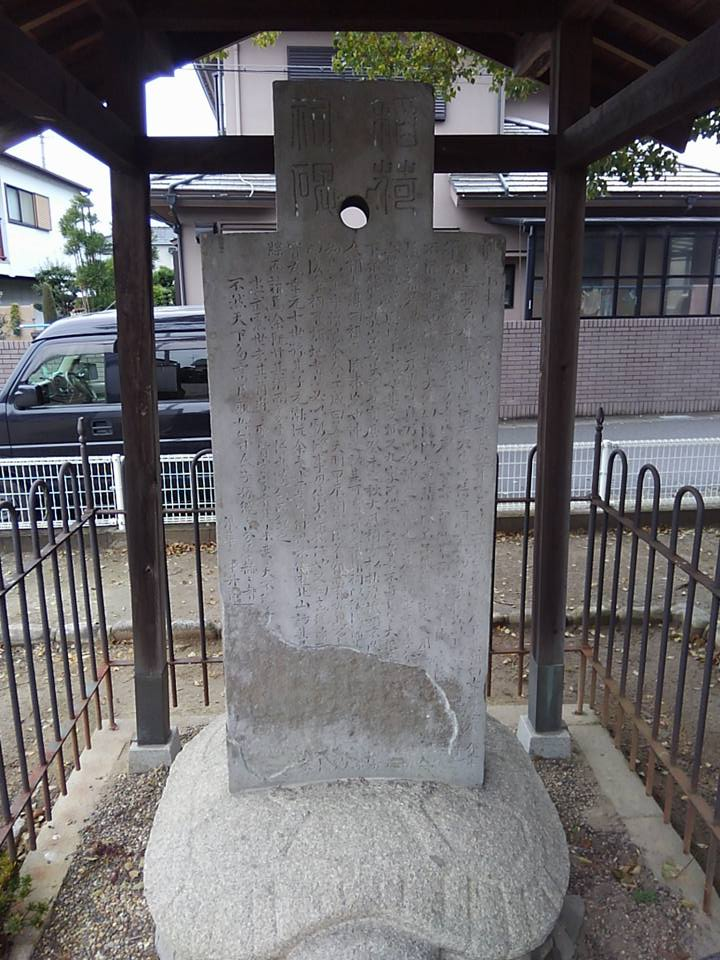
伊丹市 鴻池稲荷祠碑

濁りを漉しとるだけならば、布、炭、砂などで濾過する原始的技術があったため、当時の日本で粘度の高い古代酒から、今日のような透明でサラサラとした清酒（せいしゅ）を精製することは決して不可能ではなかっただろうともいわれる。
しかし一方ではこの時代の古文書、たとえば天平年間の地方諸国の収支報告書である正税帳には「浄酒」（すみさけ/すみざけ）といった語も出現するため、「清酒（すみさけ）」は「清（きよ）め」など祭事的な用途に使われる酒を意味していた、という説もある。
いずれにせよ清酒（せいしゅ）は、やがて菩提泉に代表されるような平安時代以降の僧坊酒にその技術が結集されていくことになる。また、この菩提泉をもって日本最初の清酒とする説もあり、それを醸した奈良正暦寺には「日本清酒発祥之地」の碑が建っている。また兵庫県伊丹市鴻池にも「清酒発祥の地」の伝説を示す石碑である鴻池稲荷祠碑（こうのいけいなりしひ）が建ち、市の文化財に指定されている。

### 麹造りと醴酒（こざけ）
『古事記』には応神天皇（『新撰姓氏録』によれば仁徳天皇）の御世に来朝した百済人の須須許里（すすこり）が大御酒（おおみき）を醸造して天皇に献上したという記述がある。『新撰姓氏録』によれば、この献上を行なったのは兄曽曽保利と妹曽曽保利の二人ということになっており、この二人を酒の神として祀る神社もある。百済からの帰化人が用いた醸造法ということであれば、それは麹によるものであったとみられる。
醴酒
しかし、この献上より前にも麹による酒造法は日本に存在しており、応神天皇19年に吉野の国樔（くず）が醴酒（こざけ）を献上したという記述が見られる。「国樔」は「国主」「国栖」とも書き、奈良時代以前の日本各地に散在していた非農耕民で、その特異な習俗のため大和朝廷からは異種族扱いされていた人々である。『延喜式』の記述によれば、その国樔が献上した酒でも醴酒という米と麹を使用して造る酒であったことがうかがえるので、麹による醸造法は当時既に全国的に普及していたと見られる。養老1年（717年）には美濃国から献上された醴泉で醴酒を造ったとの記述も『続日本紀』にある。
また、麹の種類の問題もある。現在中国や朝鮮半島で酒造用に用いられているのは麦麹（餅麹）がほとんどであり、その中身はクモノスカビやケカビが中心であるが、日本酒は米麹（バラ麹）であり、その中身は純粋なコウジカビである。朝鮮半島経由で麹による酒造法が伝えられたのであれば、それは当然麦麹であったはずで、日本にマッコリのような麦麹を用いた酒が存在した記録がない以上、朝鮮半島起源説は成り立たない。
稲麹
近年では、稲こうじ病により稲穂に自然に発生したカビの塊、すなわち稲麹を利用したのが日本における麹の起源であるとする説もある。小泉武夫の調査によれば、問い合わせた25府県全部で、かつては稲麹をもとに麹を作っていたという話を聞いたことがあるという回答を得ることができ、山形県の麹屋からは第二次世界大戦以前までは実際に稲麹を得ていたという証言が得られた。小泉が実際に稲麹を用いて酒造を試みた結果、日本酒に近い風味のものを作り出すことに成功している．しかし稲麹はバッカクキン科の稲こうじ病菌が稲籾に作る胞子の固まりであり、コウジカビとは全く関係がない。たまたま稲麹にコウジカビが混入していたと考えるべきである．また，野生のコウジカビの類にはアフラトキシンやオクラトキシンを産生するものがあり、むやみに野外のコウジカビを利用すべきではない。

### 朝廷による酒造り
造酒司
持統3年（689年）には飛鳥浄御原令に基づいて宮内省の造酒司（さけのつかさ / みきのつかさ 「造酒寮」とも）に酒部（さかべ）という部署が設けられた。701年（大宝元年）には大宝律令によってさらに体系化され、朝廷による朝廷のための酒の醸造体制が整えられていった。酒部は部署の名称だけでなく、今日の杜氏（とうじ）にあたる醸造技術者をも指す。造酒司の建物は、酒を醸造する甕がならんだ酒殿（さけどの）、精米をおこなう舎である臼殿（うすどの）、麹を造るための麹室（こうじむろ）の計三宇という配置であった。造酒司で造られる酒は麹は現在の製法と同じ米から造るばら麹で、米と麹と水を甕に入れて混ぜ合わせ、醗酵期間は十日ほどの薄い酒であった。
また967年（康保4年）に成立した『延喜式』によれば、主に造られる酒質は米と麹を数回に分けて仕込む濃い味の酒になっており、後世の段仕込みの原型がすでにうかがわれる。また、小麦を使った酒、麹を多く使った甘口の酒、水で割った下級酒など、今日の麦焼酎、貴醸酒、低濃度酒の原型を想わせる製法が10種類ほどあった。さらに醪を酒袋に吊るして搾ったり、上澄みを採ったりという技術は、今日のものと同じといってよい。

## 中古
『延喜式』（927年（延長5年））には宮内省造酒司の御酒槽のしくみが記されており、すでに現代の酒とそれほど変わらない製法でいろいろな酒が造られていたことがわかる。なかでも「しおり」と記される製法は、現代の貴醸酒が開発される基になった。平安時代初期に書かれた『令集解』によれば、宮内省の中に朝廷で消費される酒を製造する「造酒司」という役所があり、長官の「酒造正」（さけのかみ）は正六位の冠位であり、60人の酒部（さかべ）を指揮して酒造を行っていた。
その後は朝廷直属の酒造組織に代わって、寺院で造られた僧坊酒（そうぼうしゅ）が高い評価を得るようになっていった。
この時代の清酒は量的にも些少であり、有力貴族など極めて限られた階層にしかゆきわたらなかったと考えられる。

## 中世

### 鎌倉時代
商業が盛んになり、貨幣経済が各地へゆきわたったことを背景として、酒は、米と同等の経済価値を持った商品として流通するようになった。京都、とくに伏見などを中心に、自前の蔵で酒の製造を行い、それを販売する店舗も持つ酒屋、いわゆる「造り酒屋（つくりざかや）」が隆盛し始めた。まだ十石入り仕込み桶が開発される前で、二石から三石入る甕（かめ）（もしくは「瓶」の字をあて「かめ」と読ませる場合も）を土間にならべて酒を造っていたようである。
また一方で、租税の確保や武家的な禁欲思想に基づいて、たびたび酒の売買、製造、移出入などを禁ずる政策が出された。建長4年（1252年）に幕府の出した沽酒の禁（こしゅのきん）は徹底しており、一軒につき一個のみを残して醸造・保管用の甕を破壊させ、破壊した甕の数は鎌倉市中のみで三万七千を数えたという。一方で、朝廷では14世紀に入ると、財源不足により酒屋を認めて代わりに壷銭を徴収した。このため、幕府の政策は徹底できなかった。

### 室町時代
室町時代前期には、この傾向にはさらに拍車がかかり、応永32年（1425年）には洛中洛外の酒屋の数は342軒に達していたことが、京都北野社に残されている酒屋名簿という文書に記されている。
また灘に伝わる『柴田家文書酒造り始之由来』 には、「むかし大内裏（朝廷）で造酒之寮（造酒司）と呼ばれる御官人が祭祀のために酒を造っていたが、室町時代になると酒の需要が高まり、とても追いつかなくなったので、御官人の縁者が市中でも造り始めたところ、とりわけ摂州表で造る酒は出来柄がよかった。」と書かれ、室町時代が酒造業にとって急成長の時代であったことを裏付けている。
鎌倉幕府が布いた沽酒の禁は廃止され、室町幕府は反対に酒造業者たちに課税して幕府の財源として活用する道を選んだ。
当時の酒屋は資本力を持ち、土倉（どそう）といって金融業者を兼ねていることが多く、借金の取立てや財産の自衛のために用心棒たちを養っていた。なかでも五条西洞院にあった柳酒屋という酒屋は、規模だけでなく扱っている酒質も同業者の群を抜く存在で、その名声は全国に知られた。
こうして経済力をつけた酒屋が、それまで酒屋とは別個の職業であった麹造りにも進出し、従来の麹屋の座と対立した（前述の北野社は麹屋の座を取り仕切っていた）。この対立は文安元年（1444年）、文安の麹騒動という武力衝突にまで発展し、その結果、京都における麹屋という専門職は滅亡し、麹座も解散した。以後、麹造りは酒屋業の一工程へと吸収合併された形となった。
またこの事件は、争いに明け暮れる京都市中の商人たちとは無縁に坦々と生産が続けられた、奈良の『菩提泉（ぼだいせん）』『山樽（やまだる）』『大和多武峯（たふのみね）酒』、越前の『豊原（ほうげん）酒』、近江の『百済寺酒』、河内の『観心寺酒』などの僧坊酒がさらに評価を高める原因にもなった。
一方で、この時代から寺院で作る僧坊酒が盛んになり日本酒造りの革新が起こり、特に奈良の僧坊酒は高級酒として扱われ南都諸白として大いに名声を得た。室町時代初期に書かれた『御酒之日記（ごしゅのにっき）』では、奈良の正暦寺の酒造に関して、すでに今日の三段仕込みや、乳酸菌発酵の技術、火入れによる加熱殺菌、木炭による濾過などが行われていたとの記述があり、このため正暦寺は清酒（日本酒）発祥の地とみなされることが多い。酒造法としては、掛米だけに白米を使う従来の片白（かたはく）に加えて、新しく掛米と麹米の両方に使う諸白（もろはく）の製法が現れて、その上品な味わいが人気を集めるようになった。『菩提泉』を醸す菩提酛も正暦寺の発祥と考えられている。また僧坊酒の発展から、奈良酒や天野酒などの、のちの摂泉十二郷の各流派の原型にあたる技法の違いも現れた。『多聞院日記（たもんいんにっき）』には、先の火入れについての記述に加えて、こうした江戸時代まで続いた伝統的な酒造法について詳しく記されている。
やがて、京都以外の土地でも酒屋が出現するようになり、こういうところで造られた酒が京都の酒市場に出回るようになった。京都の酒屋は、他国から市中に入る酒を「他所酒（よそざけ）」または「抜け酒」と呼んで警戒し、排除しようと躍起になった。洛中洛外の酒屋や町組（ちょうぐみ）からは、価格の安い他所酒の販売差し止めを陳情する願い状が、たびたび幕府の奉行所に提出されている。
しかし、この他所酒こそが、のちの日本の酒文化の中核をなす地酒の出発点でもあった。文明年間（1469年～1487年）には西宮の『旨酒』、堺の『堺酒』、加賀の『宮越酒』などが、弘治3年（1557年）には伊豆の『江川酒』、河内の『平野酒』などが盛んに取り引きされたことが記録からうかがえる。また、厳密にいえばこれは日本酒ではないが、天文3年（1534年）には「南蛮酒」として今日でいう泡盛の『清烈而芳』が酒市場に入っていた。
なお、米価が高騰すると、その対策として米を原材料として大量に消費する酒造りを制限して食用の米の価格の維持・引き下げを図ろうとした。後醍醐天皇は建武の新政の際に酒の価格を制限することで、酒屋の生産活動の抑制を図ろうとした。また、室町幕府も撰銭令に米価抑制のための規定を設けて、それを直接酒屋に伝達したのも酒屋による米の大量買い付けとそれに伴う米価高騰を防止する意図があったとされている。

### 安土桃山時代
日本にキリスト教を伝えたフランシスコ・ザビエルは1552年、イエズス会の上司へ宛てた手紙の中で、「酒は米より造れるが、そのほかに酒なく、その量は少なくして価は高し」と、日本酒に関してヨーロッパ人として最初の報告を書いている。もちろんザビエルは、これを自文化における酒であるワインを基準として日本酒を評価している。また織田信長に接して多くの記録を残した宣教師ルイス・フロイスも天正9年（1581年）に「我々は酒を冷やすが、日本では酒を温める」などの情報を本国に書き送っている。
天正10年（1582年）『多聞院日記』によれば奈良で十石入り仕込み桶が開発された。これによって地方においても酒の大量生産が可能になり、さらに地酒文化を花開かせることにつながっていく。戦国時代の群雄割拠が諸国に文化的な独自性を持たせたことも追い風となって、それぞれの土地の一般庶民の食文化との相互補完をベースとしながら、各地に数々の新しいローカルブランドが誕生し、味、酒質、製造量などの点において多様化が進んでいった。
このころ以前は、新酒よりも、古酒が圧倒的に高級とされ値段も高かった。古酒は茶色がかって現代の紹興酒のように醤油のような香りがあったと推定される。しかし酒の大量生産が可能になると、酒を輸送するのに用いられるコンテナも、壺や甕ではなく樽が主流になっていった。古酒は密閉されてこそ酒質が保たれ、壺や甕はそのために工夫されて発達してきた醸造器であったが、樽では密閉が効かない。このため古酒が流通しにくくなっていき、人々は新酒をしだいに飲むようになっていった。新酒への需要が高まり、値段も相対的に高くなっていった。
16世紀（1500年代）半ばには蒸留の技術が琉球から九州に伝えられ、焼酎が造られはじめたが、これらも芋酒（いもざけ）などとしていち早く当時の酒の中央市場であった京都に入っている。
織田信長、伊達政宗、大友宗麟ほか有力大名の海外との通商、豊臣秀吉の南蛮貿易により南蛮酒として古酒（くーす）と称される琉球泡盛や、桑酒、生姜酒、黄精酒（おうせいしゅ）、八珍酒、長命酒、忍冬酒（にんどうしゅ）、地黄酒（じおうしゅ）、五加皮酒（うこぎしゅ）、豆淋酒（とうりんしゅ）などなどの中国・朝鮮の珍酒や薬草酒、さらにヨーロッパからのワインも入ってきた。「アラキ」と記される南蛮酒もあり、これにはアラビアから地中海方面に広く現在も存在するアラックとする説や、戦国武将荒木村重の城下である摂津伊丹の銘酒とする説などがある。
こうした国際色豊かな酒の交流は、江戸時代初期の朱印船貿易へと引き継がれていった。
一方、織田信長の比叡山焼き討ちや石山本願寺攻撃に代表されるように、この時代の支配者たちは、それまでさまざまな意味で強い力を持っていた寺院勢力を恐れ、執拗に殲滅していった。これによって平安時代中期から培われた僧坊酒の伝統は衰滅していき、のちに寺そのものが再建されても、もはや醸造技術が寺院に復活することはなかった。かたわらでは、鴻池流や奈良流など各地の造り酒屋や杜氏の流派が、僧坊酒の技術に改良を加えながらこれを承継していくことになる。
日本酒は、こうして中世の末までにいちおう濁り酒から清酒への移行を完了したと考えられるが、だからといって、これ以後に濁り酒がなくなるというわけではないし、清酒も今日のそれと同じものというわけでもない。濁り酒は、農民たちが自家製するどぶろくを含めて、清酒よりも安価で手軽な格下の酒として製造、流通されつづける。また清酒に関しても、一般的には片白（かたはく）や並酒（なみざけ）が主流であったため、ほとんどの清酒はまだ玄米の持つ糠が雑味として残る、黄金色がかった、今日の味醂（みりん）のようにこってりした味であったと考えられる。

## 江戸時代

### 他所酒・摂泉十二郷の形成

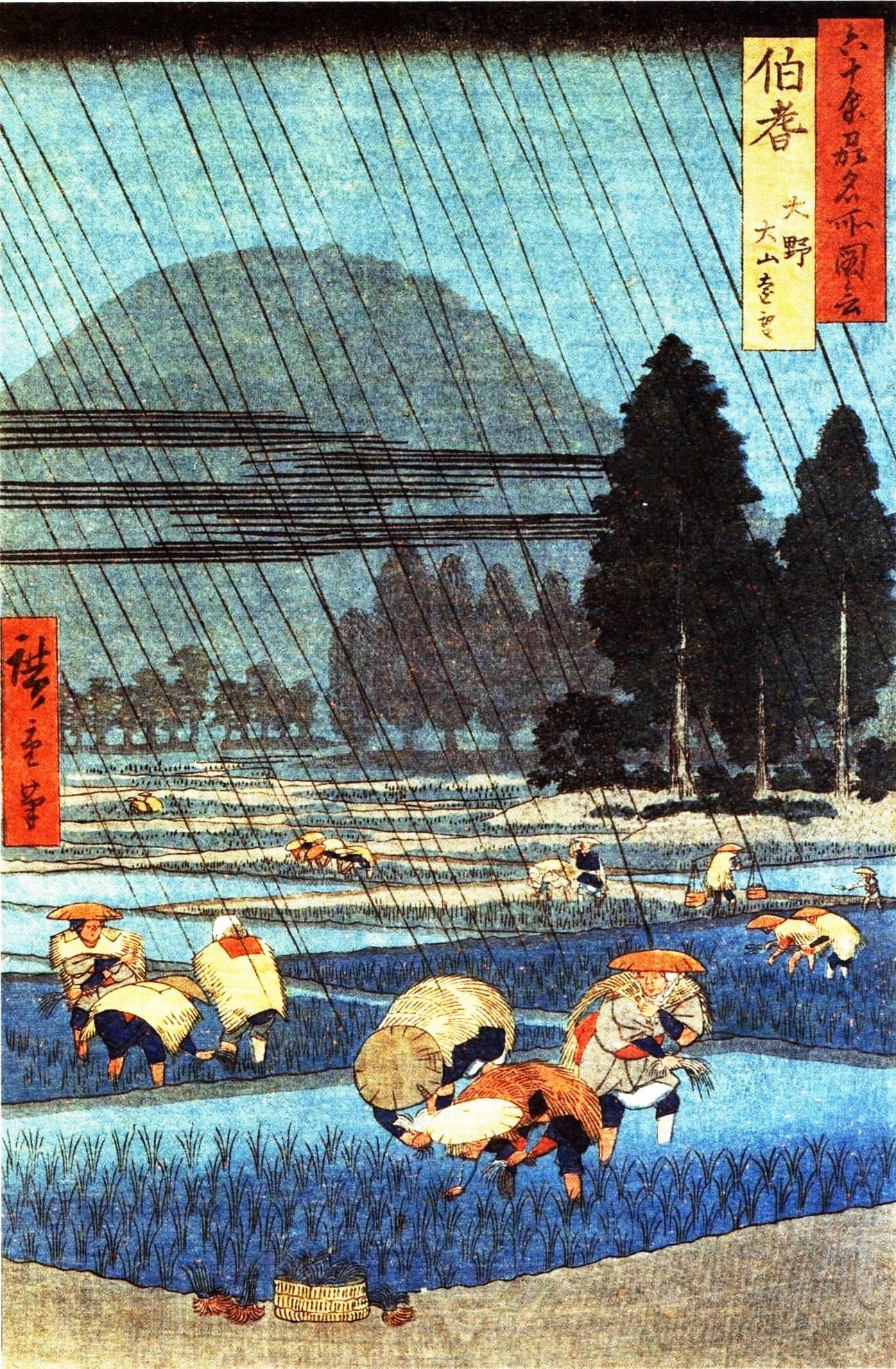
浮世絵に描かれた田植え風景

僧坊酒を継ぐように台頭してきたのが、室町時代中期から他所酒を生産し始めていた、摂津国猪名川上流の伊丹・池田・鴻池、武庫川上流の小浜（こはま）・大鹿などの酒郷であった。これらの酒郷は、のちに摂泉十二郷と呼ばれる上方の一大酒造地として発展していく母体となった。池田郷については「遠く飛鳥時代などに朝廷で造酒司の酒部たちが細々と酒を造っていたが、室町時代に酒の需要が高まったためそれでは追いつかなくなり、縁者が摂津で酒造りを始めたところ良い出来であったので、その子孫が池田郷に住んで酒造家になった」と古文書にある。
奈良流の諸白を改良し、効率的に清酒を大量生産する製法が、慶長5年（1600年）に伊丹の鴻池善右衛門によって開発され、これが大きな契機となって次第に酒が本格的に一般大衆にも流通するようになっていった。

### 日本酒の輸出
また日本酒は、朱印船貿易により東南アジア各地に作られた日本人町やその国の王族などへ、「サッキ」という名前で輸出された。とくにオランダ東インド会社（略称VOC）の根拠地であったバタヴィア（現インドネシアの一部）では、日本酒は定期的に入荷され、人々の暮らしの一部として欠くべからざるものとなったが、ヨーロッパ（おもにオランダ）から届けられるワインに対して日本酒はアルコール度数が若干高いがために、バタヴィアを始めとした東南アジアにおいては、日本酒は食前酒、ワインを食中酒として飲むという独自の食文化の伝統が生まれた。

### 四季醸造
江戸時代初期には、後世から四季醸造と名づけられる技術があり、新酒、間酒（あいしゅ）、寒前酒（かんまえざけ / かんまえさけ）、寒酒（かんしゅ）、春酒（はるざけ）と年に五回、四季を通じて酒が造られていた。
酒造りは大量の米を使うために、米を中心とする食料の供給とつねに競合する一面を持っている。そこで幕府は、ときどきの米相場や食糧事情によって、さまざまな形で酒造統制を行なった。まず明暦3年（1657年）、初めて酒株（酒造株）制度を導入し、酒株を持っていなければ酒が造れないように醸造業を免許制にした。寛文7年（1667年）伊丹でそれまでの寒酒の仕込み方を改良した寒造りが確立されると、延宝1年（1673年）には酒造統制の一環として寒造り以外の醸造が禁止され（寒造り以外の禁）、これにより四季醸造はしばらく途絶えた。こうして酒造りは冬に限られた仕事となったので、農民が出稼ぎとして冬場だけ杜氏を請け負うようになり、やがて各地にそれぞれ地域的な特徴を持った杜氏の職人集団が生成されていった。

### 酒株改め
このころは全国各地で、一般的に造り酒屋によって製造・卸売の兼業が行われていたが、とくに江戸では人口が集中して大消費地になったために、酒についても専門問屋仲間が成立した。そして江戸に着いた荷をさばく問屋の寄合いも形成された。いっぽう大坂では、従来の造り酒屋が問屋を兼業していたので、江戸のような専門酒問屋は出現しなかった。このように江戸時代に入り商品化された酒は「商人の酒」といわれるようになった。
一方、酒によって多大な利益を得る商人から、いかにして租税をとりたてるかが幕府にとって頭の痛い問題でもあった。幕府から見れば、酒株制度には酒造石高をめぐって一つの弱点があり、酒屋ら商人たちがそこをうまく利用すると、幕府に入る酒税が先細りになっていく恐れがあった。そのため幕府は寛文6年（1666年）を始めとして何回か酒株改めをおこなった。ことに元禄の酒株改め（1697年）は徹底的におこなわれ、このときから宝永6年（1709年）まで酒屋には運上金も課せられた。

### 伊丹酒・池田酒・灘酒

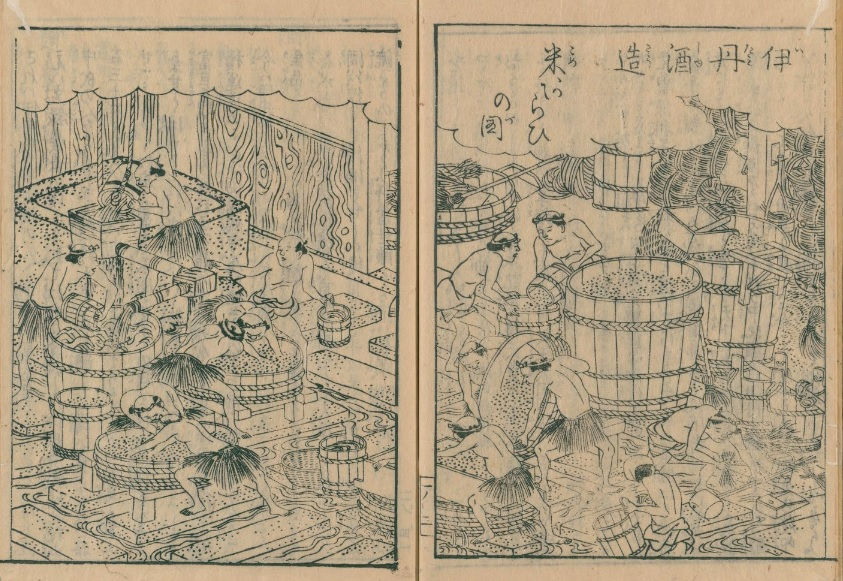
寛政11年（1799年）『日本山海名産図会』酒造の項、其一米洗いの図図（伊丹酒造）

伊丹酒や池田酒の評判はつとに高まり、元文5年（1740年）には伊丹『剣菱』が将軍の御膳酒に指定された。江戸市中の酒の相場でも、伊丹酒や池田酒は他の土地の酒に比べはるかに高値で取引されていた。
しかしこのころから神戸・西宮あたりの灘目三郷が新興の醸造地域としてすでに注目を集め始める。後世、銘醸地の代表格となる灘が、最初に文献に登場するのは正徳6年（1716年）であるが、享保9年（1724年）の下り酒問屋の調査では、灘目三郷の名が伊丹酒を追い上げる酒の生産地として報告書に記載されている。これが江戸時代後期の灘五郷である。

### 下り酒
これら摂泉十二郷（せっせんじゅうにごう）と呼ばれた、伊丹や灘やその周辺地域で造られた酒は、天下の台所といわれた集散地大坂から、すでに人口70万人を擁していた大消費地江戸へ船で海上輸送された。こうして上方から江戸へ送られた酒を下り酒と呼ぶ。
時代により変動があるが、下り酒の7割から9割は、摂泉十二郷産のもので、それ以外では尾張、三河、美濃で造られ伊勢湾から合流する中国もの、他には山城、河内、播磨、丹波、伊勢、紀伊で造られた酒が下り酒として江戸に入っていった。いっぽう関東側では、中川と浦賀に幕府の派出所があり、ここで江戸に入る物資をチェックしていた。この調査結果は江戸入津と呼ばれ、幕府が江戸市中の経済状態を市場操作したり、国内の移入移出の実態を調べるのに活用された。下り酒は、はじめは菱垣廻船で木綿や醤油などと一緒に送られていたが、享保15年（1730年）以降は樽廻船として酒荷だけで送られるようになった。
宝暦年間初期は豊作が続いたため、幕府は宝暦4年（1754年）に勝手造り令を出し、新酒を造ることも許可した。このため四季醸造は復活の機会があったのだが、もはや生き証人としてその技術を心得ている杜氏がいなかったこと、また消費者もうまい寒酒の味に慣れ、酒郷ではよりよい酒質を求めて熾烈な競争をくりひろげていたことなどから復活に至らなかった。こうして幕府の酒造統制が緊緩を揺らいでいくうちに、四季醸造の技術は江戸時代の終わりまでに消滅した。それが復活できたのは、じつに昭和時代の工業技術によってであった。

### 江戸後期
天明3年（1783年）に浅間山が大噴火し天明の大飢饉が起こると、幕府は、天明6年（1786年）に諸国の酒造石高を五割にするよう減醸令を発し、天明8年（1788年）には酒株改めをおこない、その結果にもとづいて三分の一造り令などが示達された。松平定信は寛政の改革の一環として天明の三分の一造り令を継続するとともに、「酒などというものは入荷しなければ民も消費しない」との考えのもとに下り酒の江戸入津を著しく制限した。
享和2年（1802年）水害などに起因する米価の高騰により、幕府は酒造米の十分の一を供出させた。この米のことを十分の一役米という。酒屋たちは抵抗、反発し、十分の一役米は享和3年（1803年）に廃止された。
文化文政年間は豊作の年が続き、幕府は文化3年（1806年）にふたたび勝手造り令を発し、酒株を持たない者でも、新しく届出さえすれば酒造りができるようになった。こうして酒株制度はふたたび有名無実化したが、このことはやがて江戸後期から幕末にかけ、酒屋たちのあいだに複雑な内部抗争を起こさせることになる。
天保8年（1837年）、山邑太左衛門によって宮水（みやみず）が発見されると、摂泉十二郷の中心は海に遠い伊丹から、水と港に恵まれた灘へと移っていった。

## 明治時代

### オーストリア万博出品
明治5年（1872年）、オーストリア万国博覧会に日本酒が出品された。日本酒のヨーロッパへの初めての「輸出」とされている。しかし、日本酒の日本国外への輸出は江戸時代初期に朱印船貿易によって東南アジアに輸出されており、オランダ東インド会社の根拠地バタヴィア（現インドネシアの一部）では日本酒の飲用がその地の独自な食文化の一部として定着したことなどもあり、さらにオランダ経由で日本酒がすでに江戸時代にヨーロッパにもたらされた形跡があるとの指摘もある。また、江戸時代後半にはカムチャツカからシベリア経由でロシア帝国がヨーロッパに日本酒を紹介していたことなども明らかになっている。しかしながら日本酒が政府公認のお墨付きと後押しを受けてヨーロッパに紹介されたことは事実であるといえよう。
鹿鳴館時代に来日したイギリス人アトキンソンは、1881年（明治14年）に日本各地の酒屋で火入れの様子を観察し、すでに1862年にルイ・パスツールが加熱殺菌を発見していた西洋の近代的方法と異なり、温度計のない環境で、杜氏が酒の表面に「の」の字がやっと書ける熱さとしてぴったりと華氏130度（約55℃）をあてることに驚いている。また、火入れの技法そのものは平安時代後期からあったものの、それを施さなかったときに起こる腐造のことを火落ち、あるいはそれを起こす菌を火落菌と呼ぶようになったのは、このころ以降のことである。

### 酒税と自由民権
近代最初に実施された全国統一の酒税則は、1871年（明治4年）7月に行われた廃藩置県と同じ7月に布達された「清濁酒醤油醸造株鑑札収与」である。さらに1875年（明治8年）、明治政府は、江戸幕府が定めた複雑に入り組んだ酒株に関する規制を一挙に撤廃し、酒類の税則を酒造税と営業税の二本立てに簡略化して、醸造技術と資本のある者ならば誰でも自由に酒造りができるように法令を発した。このためわずか一年のあいだに大小含め30000場を超える酒蔵がいっきに誕生した。のちに禁じられる自家製酒（どぶろく）も、製造量は1年につき1石までという規制はあったものの、どの家庭でも自由に造ることができた。1882年（明治15年）には、自家製酒を造る者は製造免許鑑札を申請し、鑑札料金80銭を納めることが義務づけられたが、販売を目的としないかぎり、ちゃんとした清酒であっても1886年（明治19年）まで自家醸造は自由であった。
一方では、輸出先に対して関税自主権を持てなかった明治政府は、外国からめったに輸入されないため関税について頭を悩ませる必要がなく、しかも国内消費が大きかった日本酒から徴収する酒税に、主たる歳入としての目星をつけた。こうして政府は、酒蔵への課税をどんどん重くするようになり、明治政府は国家歳入のじつに3割前後を酒税に頼るにいたった。こうした重税化の動きに対し酒蔵側は、1881年（明治14年）に高知県の酒造業者が、同県出身の自由民権運動の指導者植木枝盛の助力を得て、酒造税引き下げの嘆願書を政府に提出したのを皮切りに、各地で抵抗に立ち上がった。政府側は嘆願書に署名した蔵元を処罰するなどして鎮静化を図ったが、酒造税をめぐる酒蔵たちと明治政府のあいだの攻防は収まる気配をみせず、以後三十年近くにも及ぶことになる。なかでも代表的な事件が1882年（明治15年）の大阪酒屋会議事件である。
課税に耐えられない酒蔵はどんどんつぶれていき、1882年（明治15年）には16000場にまで減少した。やがて8000場前後を推移しながら昭和時代を迎え、太平洋戦争によって打撃を受け4000場ほどになる。さらに平成時代は消費低迷期を迎え、2008年（平成20年）現在では約1500場を下回っている。

### 酒米の開発
課税に耐えて生き残ることができた酒蔵は、富裕な大地主によって開かれたものが多かった。それまで大地主たちは不作や飢饉の時にそなえて、毎年の収穫から一定量の米を備蓄するのが通例であったが、不作や飢饉がなければ備蓄米はそのまま古くなって無駄になるリスクがつきまとった。また、大豊作の年には米が余って米価が暴落するというリスクもあった。そこで彼らは、備蓄米や余剰米を自分がやっている酒蔵へ原料として回した。こうした酒蔵のなかには、そのまま発展して今日の日本酒業界でいわゆる「大メーカー」となっている会社も多い。
米の使途の比重として、酒造りが大きくなってきた地方では、食用でなく酒造りに向いている米の探究が盛んに行なわれるようになった。1860年（万延元年）にすでに伊勢国多気郡の岡山友清が在来品種である大和から醸造適性のある品種伊勢錦を純系分離したのに範をとって、1866年（慶応2年）岡山県では岸本甚造が在来品種より備前雄町を、1877年（明治10年）に兵庫県の丸尾重次郎が在来品種程吉（程良・程好ともいう）から神力（しんりき）を、1889年（明治22年）に山口県の伊藤音市が兵庫県の在来品種都より穀良都を、1891年（明治24年）に鳥取県の渡邊信平が在来品種より強力（ごうりき）を、それぞれ選抜・純系分離し、酒造好適米として品種特性を固定していった。また起源には複数説があるが、のちに日本を代表する酒米となるものとして、明治時代前期に兵庫県で山田穂が品種特性を固定されている。しかしながら、まだ科学的再現性というものが導入されていなかったこのころの醸造業界では、今日に比べると技術が拙なく、いかに良い酒米を用いても醸造しているうちに腐造してしまうことも多かった。このような状況が、政府主導によって全国規模で酒造りに関する情報を交換し、酒造場相互の技術の向上を図る必要を生み、やがて明治時代後期の品評会や鑑評会へとつながっていった。
酒米の開発はその後も意欲的に続けられ、1895年（明治28年）滋賀県立農事試験場が備前雄町から渡船を、1897年（明治30年）島根県では御原岩次郎が在来品種晩稲大関より早大関を、1893年（明治26年）から1897年（明治30年）ごろにかけて山形県にて阿部亀治が在来品種惣兵衛早生より亀の尾を、それぞれ選抜・純系分離し、酒造好適米として品種特性を固定していった。

### ビール・ワインとの競合
明治維新とともに数多くのビール醸造メーカーも酒造業界に参入したが、酒造業者（酒蔵）と酒問屋は自分たちの商品と競合するビールの進出を好まなかったため、従来からの酒問屋・酒小売店はビールを取り扱わなかった。そのためビールは酒屋ではなく薬種問屋などで売られるようになり、日本酒とは異なる流通網が構築された。
また明治政府は、欧化政策の一環として国民に西洋の酒類をより多く消費させようとして、当初ビールやワインに対しては、日本酒に対するような重い課税を行なわなかったため、日本に急速にビールが浸透した。1901年（明治34年）、ビールも課税対象になったが、ワインは無税であった。それ以後太平洋戦争末期にかけて、日本酒には造石税・物品税・庫出税などさまざまな課税がなされていくが、ワインは醸造免許にかかわる税のみで、商品に対する酒税は免除されていた。このことがビール・ワイン業界の基礎体力ともいうべきものを温存し、戦後の復興もスムーズとなった。昭和時代後期から現在におけるビール・ワインの酒類消費シェアの拡大の裏には、明治初年の欧化政策が尾を引いているのである。

### 醸造業の近代化

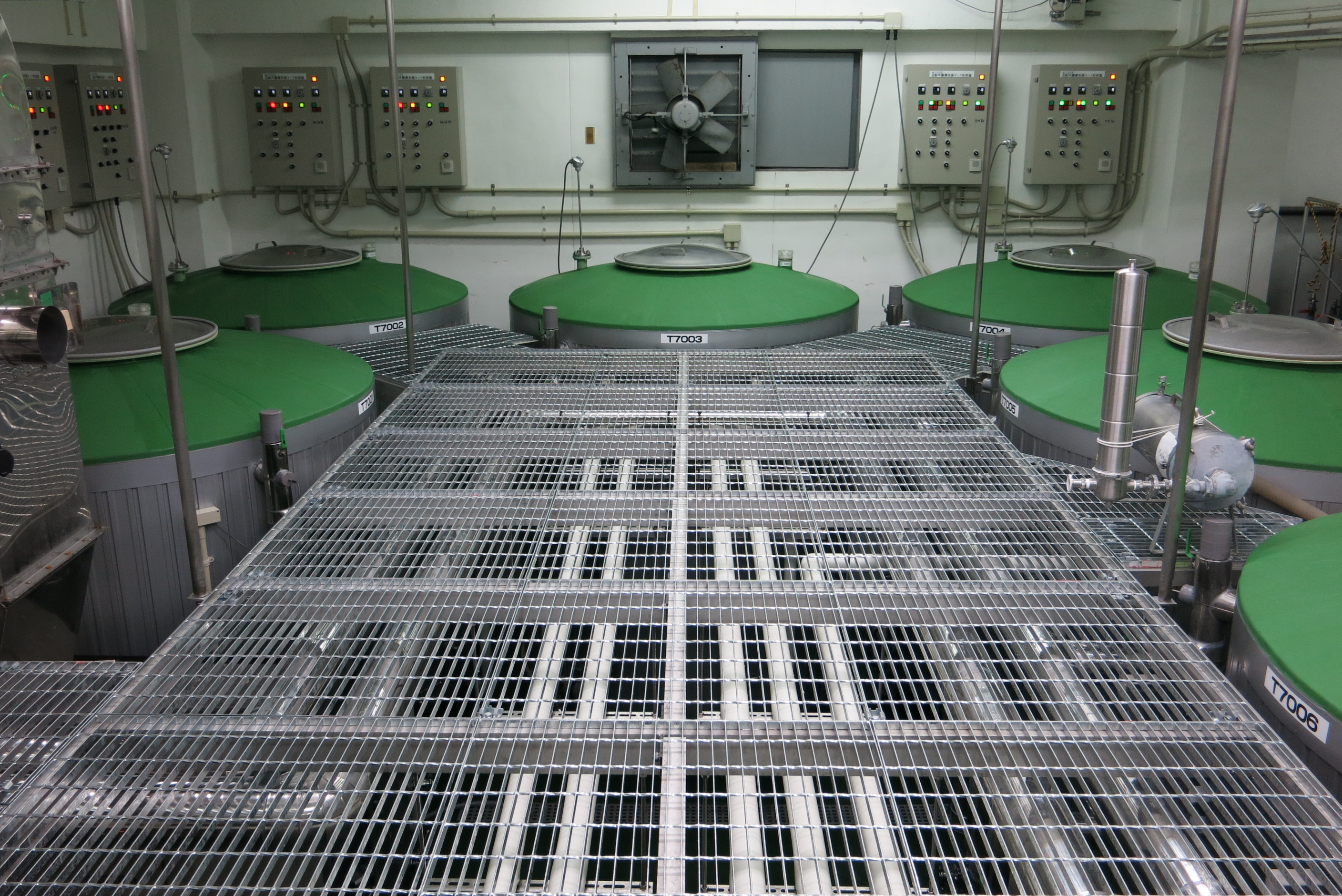
近代化された酒蔵（油長酒造仕込み水）

1890年代から1920年代にかけては、酒造りにおいて急速な近代化の時代を形成する。これを伝統技法の逸失ととらえる立場もある。
近代以前はいわゆる科学的再現性が酒造りにおいてはつねに大問題であった。たとえ生酛によって良い酒ができても「同じものをまた造る」ということが不可能に近かったのである。1890年代でも、仕込んだ醪のうち10%はできあがる前に腐ったり（腐造）、火落菌によってだめになったり（火落ち）、おかしくなったり（変調・変敗）、すっぱくなったり（酸敗）することを前提として仕込みを行なっていた。醗酵を進める酵母については、酒蔵では空気中に自然に存在する酵母や、昔から住みついている酵母（蔵つき酵母・家つき酵母）の力に頼っていたが、株が一定せず、雑菌と混同しやすく、醸造される酒は品質が安定しなかった。また、ひとたび腐造が起こると、それを起こした菌は木樽や木桶のなかに浸透するため、何年にもわたって影響をおよぼし、酒蔵にとっては長い災禍となった。
このような災禍の恐れのない醸造環境のことを安全醸造といい、これは酒造りそのものが腐造と隣り合わせだった昭和時代中期まで、醸造業における重要な概念となる。1895年（明治28年）に日清戦争に勝利した明治政府は日清戦争で獲得した賠償金などの余力を、酒税による国庫の財源の基盤確保を盤石にするために安全醸造の行なえる醸造業の近代化に投資した。醸造業の近代化は国家戦略の一部としてとらえられ、西洋の微生物学を導入して積極的に支援した。当時、国家歳入の酒税に頼る割合は高く、1897年（明治30年）には33.0%に達し、税制の健全化を図るに酒税の安定が先決であると考え、国家レベルの投資の一環として、清酒の品質向上と安全醸造のため、醸造業の近代化に取り組んだ。
1904年（明治37年）には大蔵省の管轄下に国立醸造試験所（現・酒類総合研究所）が設立され、1909年（明治42年）には同試験所で山廃酛が開発され、翌1910年（明治43年）には速醸酛が考案された。1907年（明治40年）に日本醸造協会が主催する第1回全国清酒品評会が、1911年（明治44年）には国立醸造試験所によって第1回全国新酒鑑評会が開催された。醸造試験所では酵母やカビ（麹菌など）の研究が重要であると掲げられ、銘醸地とされる灘・伏見・広島などの酒造場の酒母から、優良な酵母の分離、実用化が試みられた。その結果が優秀と評価された酵母を、1906年（明治39年）に設立された醸造協会が純粋培養し、全国の酒造場に頒布するという仕組みも整えられていった。

#### 協会系酵母と酒質の潮流
醸造試験場では、「よい酒質はよい酵母から」という考えに則り、まず1906年（明治39年）に全国各地の酒造場から60株あまりの酵母を分離し、その中から優良とされた酵母が第1号酵母として頒布された。この酵母は江戸時代後期から名声の高かった灘の『櫻正宗』の酒母から分離された。ついで明治末年（1908年（明治41年） - 1911年（明治44年）ごろ）に京都伏見の『月桂冠』から分離された酵母が第2号酵母として、そして1914年（大正3年）に広島県三原の『醉心』から分離された酵母が第3号酵母として、頒布された。
大正末期には、広島県下の酒造場から分離された第4号酵母、第5号酵母が果実様の芳香（いまでいう吟醸香）を発する酵母として実用化された。これは、1907年（明治40年）の第1回全国清酒品評会で広島県の酒が第1位・第2位を占め、その後も品評会・鑑評会で県としての入賞率が抜群であったことによる。1921年（大正10年）および1924年（大正13年）の品評会では、1位から3位までを広島県勢が独占するという快挙を遂げた。この広島の酒造りの先覚者が、軟水醸造法を開発した『花心（はなごころ）』の蔵元三浦仙三郎と、広島県の技師橋爪陽である。広島には江戸時代から瀬戸内海の沿岸に灘の酒が押し寄せていて、これを防ぐには品質をもってするしかないという気風があり、1891年（明治24年）には県の清酒品評会がはじまっていた。大正期には広島杜氏は灘・伏見はもちろん、九州・四国・関東そしてハワイや樺太（サハリン）にまで広島流の甘口酒のつくりを伝えて、各地に影響を与えた。品評会・鑑評会において、灘・伏見の主産地を凌駕する広島の成績に、地方の酒蔵はおおいに驚くとともに鼓舞され、各地で自分たちの水と米に適合した酒造りの研究が盛んになり、広島に継いで秋田、熊本、山形といった県の酒造場が名声を高めていった。昭和50年代以降の地酒ブームや吟醸酒ブームは、この流れの延長線上にあるといってよい。

#### 瓶詰め
以前は、江戸へ下り酒として大量輸送される灘のような大ブランドを例外として、基本的に日本酒とは地産地消であり、祭礼などの場に地元の酒が四斗樽で運ばれて皆で自由に飲むか、比較的に裕福な階層が自前の徳利などを携えて酒屋へ行き、酒屋は店頭に並べた菰（こも）かぶりの酒樽から枡で量り売りをするのが通例であった。このため、今でいう地酒はその町や村から外へほとんど出ることがなかった。しかし、明治後期から徐々に酒は瓶で売られるようになり、生産された町や村を離れて流通するようになった。1901年（明治34年）には白鶴酒造から一升瓶が登場し、大手メーカーでは日本酒が瓶詰めで売られるのが普及していった。いっぽう、量り売りをする酒屋は戦前昭和時代まで見られた。酒が瓶詰めになったことは、人の酒の飲み方、すなわち消費形態や食生活にも変化をもたらした。それまでの日本酒の飲み方が、年に数回だけ振る舞い酒を枡の角に盛った塩を舐めながら飲み、飲んだからにはとことん泥酔するような様式から、酒屋から瓶で買ってきた自分の好みの銘柄を晩酌や独酌として、食事や肴とともにたしなみ、そこそこに酔う（当時の表現で「なま酔い」という）様式へ変わっていった。このような消費様式の変化は、明治後期から昭和初期にかけてゆっくりと浸透したが、戦中戦後の闇市の時代をまたいで、現在の消費形態の土台ともなっている。

#### 木樽から琺瑯へ
明治以前の酒樽は木製で、樽壁の中に雑菌が生息している可能性もあり、不衛生だという意見があった。この問題を解決するために、今日のような琺瑯（ほうろう）で表面を加工した鉄製の酒造タンクも開発され、政府もこの普及を推進した。
これに対して、木樽造りは長い伝統的実績を経た醸造技術であり、それが生み出す木香もまた日本酒の魅力であるとする酒蔵が、平成時代になって木樽造りを復活させたが、一方では琺瑯タンクによる酒造りも、製造される酒質はそれ以前のものと比べて何ら劣るものではなく、あえてコスト高と不衛生のリスクを冒して木樽造りにこだわる意味を見出さないとする意見もある。

### どぶろくの禁止
政府は、1899年（明治32年）自家製酒税法を廃止し、これを以って自家製酒（どぶろく）の製造と消費を禁止した。違法化されると、「どぶろく」という語も「密造酒」という意味を帯びていった。この措置も、政府の歳入獲得が目的であった。酒類の消費の大勢を占めるどぶろくを禁止すれば、国民の需要は酒税のかかる清酒へと向き、それがそっくり歳入にはねかえってくるだろう、というのが明治政府の予測であった。ところが実際はそのようには運ばず、これ以後、酒税の歳入に占める割合は増加することはなかった。
どぶろくの禁止に関しては、国民の食生活への国家の介入であるとしてその後も根強い反論を招き、1980年代後半のどぶろく裁判などを経て、2002年（平成14年）の構造改革特別区域でいわゆる「どぶろく特区」が設けられるまで続いた。どぶろく特区以外では2006年（平成18年）現在も家庭でどぶろくを作ることは法的に禁止されている。

#### 新式焼酎と合成清酒
醸造業の近代化とは酒の「工業的生産」の始まりでもあった。陸軍砲兵本蔽火薬製造所で開発された、純度の高いアルコールを蒸留する技術が、アルコール飲料の開発に応用され、工業生産されたアルコールに水を加えた新式焼酎として、1911年（明治44年）日本酒精より発売された。
飲用に使われるようになって、官能的に感知される不純物を除去するため、アルコールの蒸留技術はさらに進化していき、それを応用して1920年（大正9年）に鈴木梅太郎が合成清酒の製法で特許を獲得した。「ほんらい食用に回すべきお米を酒にしてしまう」との発想から、酒が不届きなぜいたく品のようにも考えられた当時は、「成分中のアルコールが米に由来しない」ということが近代的で良いこととして解釈され、合成清酒は新清酒とも呼ばれて、大和醸造から科学の酒『新進』として発売された。これがやがて昭和時代の三倍増醸酒へと至る技術の一端である。

## 大正・昭和・戦中

### 世界恐慌から第二次世界大戦まで
1926年（大正15年）には、国家歳入の酒税に頼る割合は24.4%にまで下がってきていたが、依然として所得税を抜き首位であった。主要な輸出品でなかった日本酒は、1929年（昭和4年）の世界大恐慌の打撃をまともに受けることはなかったが、かえってビール業界の伸長に圧迫され、1929年（昭和4年）から1931年（昭和6年）まで連続年10%の減産を余儀なくされた。
1928年（昭和3年）、1930年（昭和5年）、1932年（昭和7年）と3回連続で全国清酒品評会で優等賞を取った秋田県秋田の『新政』（あらまさ）の秋田流低温長期醗酵が注目を集め、ここから分離された新政酵母が1935年（昭和10年）に第6号酵母となった。第6号酵母は現在も使われている酵母としては最も古い清酒酵母であり、また低温長期醗酵はのちの吟醸造りの原型となった。
1930年（昭和5年）ごろ、広島県西条町（現在の東広島市）の佐竹利市（精米機メーカーのサタケの創業者）が米の形を保ったまま高度精米ができる竪型精米機を発明し、果実様の吟醸香を持つ酒の製造が容易になった。これにより吟醸酒造りが飛躍的に発展する機運が高まった。
酒米は、後に「酒米の王者」として全国に君臨することになる山田錦が、兵庫県立農事試験場において1923年（大正12年）に山田穂と短稈渡船を交配させ、1936年（昭和11年）に兵庫県奨励品種として登場した。ただし、山田錦が普及したのは1940年（昭和15年）の臨時米穀配給統制規則により県をまたがる米の移出入が制限されるようになったため、灘の大手酒造場が兵庫県産米を使用せざるを得なくなってからのことである。戦前の品評会・鑑評会の上位を占める酒には、雄町がもっとも使われていた。

### 経済統制下
1937年（昭和12年）、日中戦争が始まると日本酒を取り巻く状況は暗転した。酒も原料の米も戦略物資とされ軍需用が最優先となり、品質の良い酒が市場に出回らなくなった。さらに食用米を確保するため、1938年（昭和13年）国家総動員審議会によって酒造米200万石が削減させられ、生産は半減した。1939年（昭和14年）の勅令789号によって米穀搗精制限令（通称「精米制限令」）が公布され、精米歩合が65%以上に規制された。縦型精米機の発明により飛躍的な発展の可能性がみえた吟醸酒であったが、これにより、本格的な普及にはなお三十年近い歳月を待つことになった。
1939年（昭和14年）4月1日、日本酒は政府の定める公定価格によって卸売価格と小売価格が固定化された。このことが太平洋戦争末期から戦後の混乱期にかけて別個に存在する実勢価格（闇値）で取引される素地を、すなわち闇市場を作った。この公定価格制度は1960年（昭和35年）まで残った。
こうして日本酒の需要と供給は大きくバランスが崩れ、酒小売店では酒樽を店頭に出す前に中身へ水を加えてかさ増しするところが続出し、金魚が泳げるくらい薄い酒ということで金魚酒と呼ばれた。このような酒を取りしまるために、1940年（昭和15年）にアルコール濃度の規格ができ、1943年（昭和18年）には級別制度が設けられた。級別制度の目的は、「品質に応じて級別にあてはめ、それぞれ異なる酒税を課す」というものであった。当初、制定された級別は「第一級」から「第四級」の4段階であった。そのなかの第一級は、酒税法で「別表に掲ぐる酒類製造業者が製造し、同表に掲ぐる“商標”を付したる清酒にして、アルコール分16度以上、原エキス分32度以上の成分規格を有し、品質につき中央酒類審議会の認定を経たるもの」と定められ、当初は37の酒類製造業者の40の商標（銘柄）が指定された。級別の分け方は1944年（昭和19年）に一級～三級、1945年（昭和20年）一級～二級、そして1949年（昭和24年）に特級・一級・二級となり、この級別制度は1992年（平成4年）まで続いた。

### 満州での増醸酒・アルコール添加法開発
日本人が多く入植した満州は寒冷の地であり、また入植者には青年層が多いために内地（日本本国）と比べて一人あたりの清酒消費量は2倍とされていた。そのため、内地から相当量の清酒を移入するとともに、満州国内でも酒造用米を朝鮮より移入するなどして清酒を製造した。しかし、現地の水が硬水だったこと、辺境部の酒造場や小規模の酒造場では酒造適性の乏しい満州産米を使わざるを得なかったこと、設備の貧弱な酒造場が多く腐造や火落ちなど品質に問題のある酒が後を絶たなかったこと、既成の日本酒は現地の極寒の気候では凍ってしまうことなどの理由から、それら問題点を解決する酒が、満州国経済部試験室を中心に研究されていた。この研究には満州や北支（中国の華北地方）に進出した日本の大手酒造場の技師や杜氏も参画した。1939年（昭和14年）には、甘味果実酒へ行なわれていたアルコール添加の技法にヒントを得て、北支・青島市の『千福』青島工場で技師田中公一が清酒醪にはじめてアルコールを添加する実験を行った。1940年（昭和15年）、満州では原料米の統制が行われたため朝鮮からの移入が途絶し、また内地の清酒製造量が半減したため清酒の移入もできなくなった。このため満州国経済部試験室の奥田美徳室長の指導の下、試験室員の長島長治、菊地敬、佐藤友清、久高将信らが、高粱（コウリャン）、陸稲、粟（あわ）、アルコールなど各種の代用原料の実験を行った。そのなかで唯一の満足いく結果を収めたのが新京（現在の長春市）の『菊蘭』丸三興業株式会社にて実施したアルコール添加の試験で、これによってアルコール添加酒の標準的な製造手法を確立した。この手法では、添加するアルコールは30度まで希釈して、過マンガン酸カリウムと活性炭濾過によって精製したものを、上槽の4・5日前に、白米10石の醪につき3石から5石を加えるというものであった。アルコール臭はほとんど感じることなく火落ち菌による変敗も認められなかったと報告されたため、1941年（昭和16年）には満州全土の酒造場で実用に移された。これを満州では「第一次酒」と呼んだ。また、「第一次増産酒」という名称も使われた。
1941年（昭和16年）、太平洋戦争が始まり米不足に拍車がかかった内地では、1942年（昭和17年）食糧管理法が制定され、酒造米も配給制となった。このような中『白鶴』嘉納合名会社の嘉納純社長が、満州の自社工場（奉天市の嘉納酒造）におけるアルコール添加酒の実績を当時の賀屋興宣大蔵大臣に進言し、日本政府も清酒増産のためにアルコール添加が最も近道と考えるに至った。そこで醸造試験所で1942年（昭和17年）11月に試験醸造を行い、昭和17酒造年度に55の酒造場で試験醸造を行った。このときの当局から各酒造場に対する指示事項によれば、白米10石の醪につきアルコール30度換算のもの5石以内（白米1トンあたり100パーセントのアルコール180リットル）を限度とした。これに伴い、1943年（昭和18年）、政府は清酒の原料にアルコールを追加できるよう酒税法を改正、またアルコールを酒類製造業者へ売り渡しできるようアルコール専売法を改正するなど関係法令の整備をおこなった。このようにしてアルコール添加による清酒増量（増醸）が実用化されたが、アルコールの精製が悪いと香気を損じ、アルコール味を残し酒の旨味やゴク味が乏しくなる。また、割水すると酸が希薄になり、従来に比べて ph の値がアルカリ性に傾くため、市販酒には火落ちするものも出るといった欠点が生じた。これを補うため、甘味成分の増強を目的とする四段添加や、乳酸・コハク酸・クエン酸などを添加する補酸が行われた。四段添加は、留までの総米に対して1割から2割程度の分量の粳（うるち）米または糯（もち）米を醪の最高温度が余り下がらないうちに掛ける「粳四段」「糯四段」、および熟成酛（もと）を添加する「酛四段」の手法があった。同1943年には酒類もすべて配給制となり、同時に日本酒はもっぱら闇市場で取引されるようになった。酒の闇値はほぼ半年で2倍の割合で上昇していった。横流しの酒のほかに、家庭に配給された酒までが換金のために闇へ流されるようになった。酒蔵は、隠れて仕込んでいる酒が発覚すれば、醸造設備すべてをスクラップとして供出しなければならなかった。
1944年（昭和19年）には、内地の全酒造場でアルコール添加酒が製造されるようになったが、識者から日本酒の純粋性と品質低下を招くとの根強い批判があったために、大蔵省は、アルコール添加酒を原則として清酒三級として取り扱うよう通達を出した。添加するアルコールは、航空燃料や火薬等の原料になる専売アルコールが転用された。当初はおもに芋から作られる醸造アルコールだったが、やがて芋も不足してくると、野山に動員された小学生が拾ってくるドングリまでもがアルコール製造に使用された。

#### 糖類添加酒
1942年（昭和17年）、満州ではさらに酒造用の原料米の割り当てが減らされたが、一方で清酒の需要が益々増してきたので、アルコールをもっと多量に入れて増量する必要に迫られた。そうなると四段添加では甘味が追いつかないため、糖類を直接添加するという方法が満州国経済部試験室で考案された。これは、既に実用化されていた合成清酒を参考にしたものである。試験醸造は、第一回が奉天（現在の瀋陽市）の『千福』満州千福醸造と『千代の春』千代乃春酒造、第二回が開原の『源氏』東洋醸造の、計2回に分けて行われた。第一回目には、白米10石の醪に対して30度のアルコールを15石まで加えて、アルコール度数21～23度の約30石の清酒を得た。第二回目には、白米10石の醪に対して25度のアルコールを30石まで加えて、アルコール度数21～23度の約45石の清酒を得た。これを満州では「第二次酒」 また「第二次増産酒」とも呼ばれた。この結果にもとづいて1943年（昭和18年）9月に満州の主要な酒造場から技師・杜氏を集めて清酒技術会議を開いて討論会を行い、議論百出したが酒不足・原料米不足の折から、関東軍倉庫部隊長の生地大佐の決断により、1943年（昭和18年）の冬から第二次酒を製造することになった。酒造用米は極端に減らされたが第一次酒・第二次酒を採用したため製造石数はさほど減石せずにすみ、各酒造場の製造能力を十分に発揮し、満州国政府の酒税収入もさほど減らなかったため、長島長治、菊地敬、佐藤友清の3技師が政府より表彰された。
満州で実用化された標準的な手法では、白米10石の醪に対して、純度75%以上のブドウ糖 130～150 kg と 75%の醸造用乳酸 6 kg を溶解した16石の調味アルコール（アルコール度数約 24.8%）を加えて、市販酒としては従来の（アルコール添加をしない）清酒の約2.5倍の増量となった。また、乳酸が不足したため一部ではクエン酸も使用した。
満州では以上の方法により、1943年（昭和18年）・1944年（昭和19年）と終戦まで糖類添加酒の製造を行った。いっぽう、内地では敗戦後の酒造用米不足の打開策として、日本酒造協会の副会長でもあった『大関』長部商店の長部文治郎社長が、鞍山市の満州大関にあった自社工場にて醸造した第二次酒の製造法を発表したことを契機にして、1949年（昭和24年）に全国150の酒造場で試験醸造が行われた。このとき、市販酒としては従来の（アルコール添加をしない）清酒の約3倍の増量となったため、「三倍増醸清酒」と呼ばれるようになった。その結果、翌1950年（昭和25年）より全国的に三倍増醸酒が製造されるようになった。

## 戦後
1945年（昭和20年）には鑑評会・品評会ともに行なわれなかったが、1946年（昭和21年）には鑑評会と品評会が両方ともかろうじて再開された。しかし当時の食糧難を反映して、精米歩合も70%までと規制が設けられた。戦前の1932年（昭和7年）から品評会で連続して好成績を収めていた長野県の『真澄』が、戦後すぐの鑑評会・品評会でも上位を独占し、この酵母が分離され協会7号酵母として全国に頒布され、出品酒の8割以上に使われるようになった。

### 闇酒の横行
戦争によって醸造業も壊滅的な打撃を受けた。戦火に焼かれた酒蔵だけでも223場にのぼり、昭和20酒造年度（1945年（昭和20年） - 1946年（昭和21年））の全製成量の17%の酒が失われ、杜氏や蔵人などの人的損失もたいへん大きかったが、わけても深刻だったのが食糧難、とくに原料となる米の絶望的な不足であった。1946年（昭和21年）5月19日の「飯米獲得人民大会」（いわゆる「米よこせメーデー」）を抑えこんだ連合国軍最高司令官総司令部（GHQ）は、日本国政府へ酒類の製造を禁止する命令を下した。しかし、過去アメリカ合衆国における禁酒法が実効をあげなかったこと、闇酒が多くの犠牲者を出していたこと、大手ビール会社が確保していた大麦の一部を供出したこと、などの要因によって、命令は実施に至らなかった。
兵士たちの復員などによって飲酒人口が急増し、また暗い世相を反映して酒類への需要が高まり、供給が追いつかなかったためメチル、カストリ、バクダンなどの密造酒が大量に横行した。どぶろくなどの従来の密造酒と比べてアルコール濃度が高く、激烈で有害なのが特徴で、闇市場で売買されることから闇酒ともいう。「酔えば何でもよい」という闇酒によって、多数の死者が出た。
- メチルとは、戦争中に石油燃料の代用とするために製造されたエチルアルコールを水で希釈したものに、人が間違えて飲まないようにわざわざメチルアルコールを混ぜ、目立ちやすいように桃色に染めたものであったが、戦後の食糧難のなかで人々は、危険を半ば承知でこれらに手をつけた。それも必ずしも下層階級ばかりでなく、分別も教養もある人々が酒への渇望から飲み、失明したり死亡したりした。新聞では「目散/命散（めちる）」などと書かれた。
- カストリとは、本来は酒粕を蒸留して作る伝統的な焼酎の一種であったが、当時は密造の粗悪な芋焼酎のことを指し、飲んだ後のコップが油ぎって汚れるのが特徴であった。関東では多摩川をはさんで大田区から川崎市川崎区、近畿では尼崎市が生産地として有名であった。
- バクダンとは、戦時中の航空基地などで使い残された燃料用アルコールの変成したものを、活性炭で脱色し水で薄めたもので、闇市の酒場では「即席焼酎」などと呼ばれて売られ、さらに他の酒へ割り込むこともあった。失明・死亡率が最も高かった。

1947年6月には、密造酒の製造基地のひとつであった川崎市の在日朝鮮人集落を摘発した税務署員が殺害される神奈川税務署員殉職事件が発生した。1947年9月の密造酒生産量は50万2000キロリットルで、正規の酒の生産量34万3000キロリットルを大幅に上回っていた。
1949年4月には、菊正宗などの有名酒の偽ラベルを印刷、所持していたブローカーが逮捕されている。少なくとも40万枚のラベルが印刷され、安い酒瓶に一級酒のラベルを貼り流通させていた。

### 三倍増醸酒の登場
闇酒の横行は国民の健康を損ねるだけでなく、治安を悪化させ、日本国政府にとっても酒税の税収の低減につながるため、合法的でなおかつ米を原料としない酒が真剣に研究された。清酒と合成清酒を混ぜた混和酒が考案されたが、政府が採用したのは、第二次世界大戦中に満州国の関東軍が命令して開発された第二次酒を応用した、三倍増醸清酒であった。三倍増醸清酒（三増酒）とは、醪をしぼる前に、その醪から生成すると見込まれる清酒の2倍量のアルコールに、あらかじめ調味料を入れて調味アルコールとし、醪に加えて圧搾にかけ、結果的に約3倍の製成酒を得るというものであった。合成清酒や混和酒と区別するために、調味料として使える原料はブドウ糖、水飴、乳酸、コハク酸、グルタミン酸ソーダ、無機塩類にかぎられた。
この手法を実現するためには、より純度の高いアルコールに含まれる不純物を加水抽出する技術が必要であったが、1949年（昭和24年）10月フランスの蒸留機メーカーであるメル社のアロスパス式加水蒸留が日本蒸留工業にもたらされて問題点を解決するに至り、三増酒の生産が昭和24酒造年度（1949年（昭和24年） - 1950年（昭和25年））に本格的に導入された。全国で150場の酒蔵が試醸に参加した（なお、試醸に参加した酒造場数を200場とする資料もある）。ちなみに、このように生産される工業アルコールは、焼酎、ウィスキー、ワインにも同様に使われた。
三倍醸造酒が実用化される直前の昭和23酒造年度（1948年（昭和23年） - 1949年（昭和24年））は、全国各地で腐造が相次いで起こった。当時は米も酒も貴重品で、酒造用米の割り当ても酒の製造量も極端に少なかった。市場における供給不足は深刻なので醸造試験所や鑑定官・各県の指導技師は、腐造醪の救済のため添加用アルコールを特別配給し、これを醪に添加して醗酵を止め、味を調整してなんとか「酒」にする手法を指導した。こうして三倍増醸清酒が酒造場に受け入れられていった。
日本酒をめぐる需給バランスは敗戦直後よりもむしろ悪化する一方で、昭和23酒造年度（1948年（昭和23年） - 1949年（昭和24年））あたりが最悪であった。1947年（昭和22年）の全国の製成量は昭和初年の10分の1を下回り、同年3月の配給酒1升の公定価格は43円であったが、闇市での実勢価格は500円を上回っていた。日本酒への原料米の割り当てが1945年（昭和20年）（敗戦時）の水準に戻ったのは、1951年（昭和26年）である。

### 販売自由化と減税
1949年（昭和24年）5月6日酒類の配給制が解かれ酒類販売の自由化がなされた。配給制から自由化に移行するに当たって、各都道府県に指定の卸が置かれることとなった。この卸の役割を担ったのが酒造メーカーであった。江戸時代から続く、小売店の店頭で小銭を払って酒を立ち飲みする風俗（角打ち）は、1943年（昭和18年）に酒類が配給制となってから途絶していたが、この販売自由化によって復活した。
全国清酒品評会は隔年の秋に1950年（昭和25年）まで開催されたが、やがて行われなくなった。いっぽう産業振興よりも醸造技術の修得・向上が目的とされる全国新酒鑑評会は、現在に至るまで毎年春に行われている。
1950年（昭和25年）6月朝鮮戦争が勃発し、日本に特需景気をもたらし始めると、密造酒の撲滅のためにその機会を狙っていた政府は、同年12月、明治以来はじめて全酒類の減税に踏み切った。引き下げ率は平均30%近くという画期的なもので、闇酒から
日本人が脱却するきっかけとなった。同時期に食糧事情が好転し、酒造用米の割り当ても増加したため、ようやく日本酒の製造量および消費量が伸び始めた。しかし、酒造用米不足を解消するために導入された三倍増醸酒は、米が余るようになった高度経済成長期にも廃止されずに残り、ひいては石油危機に始まる日本酒の消費低迷期を招くこととなる。

### 吟醸酒の誕生
1952年（昭和27年）、小川知可良（仙台国税局鑑定官室長、『副将軍』明利酒類の技師長・副社長を歴任）が東北地方の酒造場 の醪から小川酵母（のちに協会10号酵母）を分離し、また1953年（昭和28年）に野白金一（熊本国税局鑑定部長、『ころ』熊本県酒造研究所の技師長・社長を歴任）が熊本酵母（香露酵母、のちに協会9号酵母）を分離すると、これを用いて盛んに吟醸酒が試みられるようになった。
すでに大正時代から「吟醸酒」という言葉はあったが、それは鑑評会に出すために「吟味して醸した酒」という意味であった。製成のしくみが科学的に解明される以前、一部のいわゆる名人の域に達した杜氏たちが経験的に心得ていた吟醸麹の造り方は、配下に働く蔵人はおろか蔵元にも教えられず、技統を継がせる一番弟子だけにかろうじて語られる門外不出、一子相伝の代物であった。
国立醸造試験所などにおける1920年代の清酒酵母の科学的研究によって、ある種の特殊な酵母を用いて醸造した酒はそれまでの日本酒にはない洗練された香味を醪に内包させ、水に溶けないがアルコールにはよく溶けるこれらの成分もアルコール添加によってアルコール度数を高めることでより多く生成酒に引き出せることが知られるようになった。当初は市販流通を目的として造られた酒ではなく、その造りには高度な醸造技術を要することから、蔵人たちの修業研鑽のために、また1907年（明治40年）にはじまった品評会（日本醸造協会が主催）および1911年（明治44年）にはじまった鑑評会（国立醸造試験所が主催）への出品酒とするために、ごく限られた量だけ実験的に造られるものだった。
1930年（昭和5年）ごろ、竪型精米機の登場によって精米技術が飛躍的に発達し、吟醸酒を造るのに欠かせない50%以下の精米歩合（重量比で玄米の半分以上が糠になるほど外周部を削った白米）が実現され普及した。竪型精米機の普及は早く、3・4年のうちに品評会出品酒造場のほとんどに導入されたことが調査報告されている。
1935年（昭和10年）ごろの吟醸は、そのほとんどが雄町を原料米として4割・5割・6割減とし（精米歩合で表示すれば、それぞれ60%・50%・40%）、酒母ではまだ山廃酛が60%を占めていた。酵母では1930年（昭和5年）に『新政』の秋田県新政酒造場の醪から分離された酵母を使用した酒が、1934年（昭和9年）の品評会で第一位になったことから（秋田県『太平山』小玉醸造）、1935年（昭和10年）より協会6号酵母として日本醸造協会から頒布された。このように昭和初期には吟醸酒造りの技術が大きく発展した。また、のちに「酒米の王者」と呼ばれるようになった山田錦が育成されたのもこの時期で、1923年（大正12年）に人工交配により誕生し、13世代目にあたる1936年（昭和11年）に「山田錦」と命名され、兵庫県の酒米奨励品種に採用された。
1937年（昭和12年）に勃発した日中戦争により主食である米の流通が制限され、1939年（昭和14年）には精米制限令が通達され、吟醸造りは中断された。戦後も米不足から吟醸造りが制限されたが、経済復興とともに吟醸造りが徐々に復活し、技術的にも大きな変革があった。
1946年（昭和21年）、醸造試験所の山田正一によって、『真澄』の宮坂醸造の醪から柑橘類（オレンジ）様の吟醸香が高い酵母（真澄酵母）が分離され、同年より協会7号酵母として日本醸造協会から頒布された。同時期に、『誠鏡』の中尾醸造が高温糖化酛を開発し、吟醸もろみの純粋醗酵や酒質の向上が図られた。
1953年（昭和28年）、『ころ』の熊本県酒造研究所の野白金一によって、低温でも醗酵力が旺盛で華やかな芳香を出す酵母（熊本酵母または香露酵母）が分離される。これは現在の吟醸酵母の原型となるもので、協会9号として日本醸造協会から頒布された。熊本酵母は山田錦との相性が良く、後に到来した吟醸酒ブームの時期には、「心白が線状で高度な精米に耐える山田錦に（Y）、熊本酵母（香露酵母）を用い（K）、精米歩合を35%まで高めれば（35）、優れた吟醸酒ができる」といった定式化（YK35）がなされ、広まった。
もっとも昭和20年代末の段階では、市場はいまだ高級酒を欲しておらず、吟醸酒を出品酒に留まらせず商品化した蔵元や、特級酒にブレンドするということを試した蔵元もすでに現れはじめていたが、いずれも一般に流通するには至らなかった(「#吟醸酒の普及と新酵母の開発」を参照)。

## 高度経済成長期

### 三増酒の流通とその背景
1956年（昭和31年）「もはや戦後ではない」と言われるようになり、メチルやカストリといった危険な密造酒は大幅に減じ、甲類焼酎さえも1956年（昭和31年）を境に消費減少へ転じた。しかし、日本酒に、戦前と同じような消費環境が戻ってきたわけではなかった。日本酒の消費は伸び続けていたが、戦後の一時的救済策として開発された三増酒が、その消費の主流として定着していた。
昭和一桁世代は、旧来の日本酒との接点を持たずに大人になり、増産酒以前の日本酒に味覚的郷愁を持っていなかったため闇酒、粗悪な焼酎、ビール、ウィスキーから飲み始め、日本酒といえば三増酒のことで「頭が痛くなる」「気持ち悪くなる」ものであった。
焼け跡世代は、下級ウィスキー（その時々の級別制度によって「三級ウィスキー」から「二級ウィスキー」になっていった）から飲み始めた。大量のアルコール添加をしている点では、三増酒と同じであったが、調味料が入っていないこと、日本産でも西洋のイメージがあること、アルコール度が高いものを炭酸水で水割りにして飲むことなどから、三増酒に向けられるような泥臭い印象は持たれなかった。下級ウィスキーは1968年（昭和43年）ごろまで庶民によって旺盛に消費されていく。

### 食糧管理制度の形骸化
三増酒であっても経済成長期で「造れば造るだけ売れた」時代であったので疑念や危機感を持つ酒蔵がまだ少なかった。良質な酒を生産しようと志しても、いまだ1942年（昭和17年）に制定された食糧管理法の下に、日本国民には米穀配給通帳が発行され、酒造米も配給制となっていたために、満足のゆく原料の調達が困難であった。しかも、配給量は日中戦争開始以前、まだ小作農が農業人口の大半を占めていた昭和11酒造年度（1936年（昭和11年） - 1937年（昭和12年））の米の生産高に基づいて算出されていたため、戦後の農地改革を経て農業も機械化され富裕になった1960年代の日本の実態に即していなかった。
原料である酒造米の配給高が蔵ごとに決められ、製成酒の生産高も戦前のそれに準じて規定されていた。それで「造れば造るほど売れる」「造りに手を抜いてもアルコール添加で最終調整すれば出荷できる」「よい酒を造っても消費者に見向きもされず、しょせん販売価格は同じになる」のであれば、生産者も企業努力をしなくなった結果、三増酒による量産主義となり、そうでない酒は市場から姿を消した。
算定基準である昭和11酒造年度には、まだ大メーカーと地方の零細蔵の生産量の格差は小さかったため、割り当てられる酒米の量の差も小さかった。ところが生産の主流が三増酒という「工業製品」になるとこの格差は広がり、投資のしやすい大メーカーが急速に成長し、製成高も急増した。一方、旧来然とした素朴な設備しか持たない零細蔵は、自分たちの販売能力を上回る酒造米を割り当てられていたため、零細蔵が製成した酒をタンクごと大メーカーが買い取るようになった。
これを売り手（零細蔵）から見て桶売り、買い手（大メーカー）から見て桶買いという。桶売り・桶買いの実像は「大手酒造企業の下請け」であり、経済学的には日本酒のOEMととらえられている。酒は、瓶に詰めて出荷された時点で「酒税の課税対象」になるので、その前段階、すなわち桶売り・桶買いの時点では、取引に関わる納税の義務が生じない。そのため未納税取引ともいう。これは両者にとって経営上、重要な節税のテクニックでもあった。大メーカーは、桶買いによって集めたあちこちの蔵からの酒をまぜあわせたり、自社醸造の酒の割り増しに使ったり、あるいはそのまま自社ブランドの瓶に詰めたりして販路に乗せた。
このような流通システムでは、それぞれの酒蔵に特有の味が消費者に届かなくなる。酒蔵としても酒造家という、一種の工芸品の作者としての造り甲斐がなく、企業努力をしなくなる。加えて、買い手である大メーカーの言うままに酒を造っていればよかったので、蔵の本来の持ち味はどんどん失われていった。酒米の配給制は昭和43年度末まで続いた。

### 国民の食生活の変化
余裕ができファッションに関心が向き始めた日本人に対して、「お米は太る。パンでスタイルを良くしましょう」といった、科学的根拠に乏しい宣伝も盛んになされた。経済企画庁の発表する生活革新指数も、国民生活の「革新」の度合いを測るのに「穀物消費中のパン支出割合」が一つとして採用され、日本人はしだいに主食を米からパンへと乗り換え、食生活が和風から洋風になっていった。肉、食用油、乳製品の消費が急増し、料理と合わせる酒も、日本酒から洋酒へと変化していった。
1950年代後半は洋酒、とりわけ気軽に飲めるビールの伸長がめざましく、1957年（昭和32年）宝酒造がビール業界へ参入し、1959年（昭和34年）日本麦酒からサッポロ缶ビールが発売された。当時はまだスチール缶であったが手軽さが受け、ビールは瓶から缶で流通する時代に入っていき、やがて自動販売機で手軽に入手できるようになる。このことはのちに1980年代、日本酒のシェアが急速にビールに奪われていく素地となった。
1960年（昭和35年）10月1日、政府によって1939年（昭和14年）4月に定められた酒類の公定価格が撤廃され、酒の値段は市場原理に沿って決められるようになった。当時、酒類市場は飽和に達しつつあり、瓶や缶など手軽な容器の浸透と、潤沢な供給の実現によって「飲みたいときに飲みたいだけ飲める」世の中になっていた。
1961年（昭和36年）、日本人の米の総消費量がついに減少へと転じた。実態に合わない食糧管理制度は、かつての米不足とは正反対の、深刻な米あまり現象を招き、その結果減反政策が実施された。これによって雄町、穀良都、亀の尾など優秀な酒米もしだいに栽培されなくなり、多くの品種が絶滅した。のちに消費低迷期を迎える日本酒業界は、すでに内実が空疎な状態になっていた。
1962年（昭和37年）、酒税法が大幅に改正され、それまで「雑酒」と呼ばれてきた中からウィスキー・スピリッツ・リキュールの名が初めて分類上の名称として清酒・焼酎・ビールと並べられることになった。いわば日本の酒文化のなかにこれら洋酒を認知する手続きであった。またこの改正によって、酒税は申告によって納税するよう改められた。明治時代に30%前後だった、酒税の歳入に占める割合はすでに12%前後にまで下がっており、もはや国家にとって酒税は主たる歳入源ではなくなっていたからである。さらに下って昭和54年以降は5%前後で推移していくことになる。
1964年（昭和39年）「ワンカップ大関」が登場し酒の消費形態が変化した。これは平成時代の「ワンカップ地酒ブーム」の起源でもある。
1965年（昭和40年）、佐藤和夫らにより宮城県『浦霞』から協会第12号酵母が分離された。
1968年（昭和43年）、酒造米の配給制度がようやく終わりを告げた。
1970年（昭和45年）、古米や古々米などの在庫が増加の一途をたどったため、政府は、新規の開田禁止、政府米買入限度の設定と自主流通米制度の導入、一定の転作面積の配分を柱とした米の生産調整を開始した。これによって未納税取引は割高につくようになったため、やがて減少していく端緒となった。また、そのため多くの酒蔵が近代化促進計画の元で転廃業や集約製造への参加を余儀なくされた。
酒蔵の近代化とは、工業的にコスト削減をめざすということであった。その一環としてこのころ昭和40年代、「短期蒸し理論」という製法理論が編み出された。これは、酒米処理の蒸しの時間を、従来の約1時間よりも、米のデンプンがアルファ化する（糊状になる）までの20分程度に短縮するというものであった。燃料コストの削減から多くの酒蔵がこの理論を採用したが、これではデンプン以外の成分で、蒸すことによって変成するタンパク質などが処理されないため、製成酒は鈍重に仕上がってしまう。けれども、大量のアルコール添加をして三増酒にすることを前提としているので、鈍重さは問題とされなかった。蒸しの節減・省略はさらに進み、やがて別の工場で蒸し最初から糊状になっているアルファ化米や、白米にデンプン糖化酵素剤を加えて溶解させる液化仕込みが開発された。これら新技術の登場は、たしかにコスト削減には役立ったが、外硬内軟といった蒸し米の基本を踏んでいないために酒質はさらに低下せざるをえなかった。
1970年（昭和45年）、東京都八王子市の酒販売業者が2級酒を500円で販売開始。他社も低価格化に追随した。これは販売店が酒蔵から直接大量仕入することによる流通コストを削減で実現 していたが、小売価格の下落は酒蔵の体力低下や酒質の低下に拍車をかけた。

### 貿易自由化
1971年（昭和46年）は日本人の洋食化を物語る象徴的な年となった。日本マクドナルド1号店が銀座にオープンし、稲の減反政策が本格化した。ビール業界では朝日麦酒から「飲んで、つぶして、ポイ」のアルミ缶が登場し、四社寡占（この年でキリン60.1%、サッポロ21.3%、アサヒ14.1%、サントリー4.5%）の体制が定着した。
同年1月に、いわゆる外圧に押し切られた形でウィスキーの貿易自由化が行なわれ、飲用に供するすべての酒は数量や取引金額の制限なく輸入できるようになった。これは日本の酒類業界に不快なダメージを与えた。なぜなら、明治の欧化政策以来、政府は数々の優遇措置をもって国民に洋酒を紹介し、国産洋酒の生産や消費を促してきたわけだが、その延長線上にやってきたのは結局「そろそろ舌になじんだころだろうから本場、外国産の洋酒をどんどん買ってくれ」というべき状況だったからである。
この貿易自由化を皮切りとして、やがて洋酒の輸出国は、日本の従価税のかけ方では、輸入酒に運賃や保険料の分まで税金がかかってしまうとして、アルコール度数に応じて課税するという、西洋諸国の税制に日本も変更するよう、さらなる要求をしてくることとなる。
1972年（昭和47年）ワインが急伸しはじめ、1975年（昭和50年）に甘味果実酒の出荷数量を越え、ワインブームと呼ばれる時期へと入っていく。ワインもまた、このころからバブル経済の時期にかけて、着実に日本酒のシェアを奪っていった。

### 日本酒の淡麗甘口化
合成清酒、増産酒、三増酒とさまざまな酒が市場に送り出され、食生活の変化により国民の味覚も大きく変貌をとげた大正から昭和にかけては、それを如実に反映するように流通する日本酒の味も変化していった。
日本醸造協会の栗山一秀による、流通していた清酒の平均的な「日本酒度/酸度」の値をしめしたグラフは、明治40年で「+12/3.1」ほど、大正10年「+4/2.9」、昭和16年「+0/2.5」、昭和42年「-6/1.6」と読み取れる。これは、濃醇辛口から淡麗甘口への移行を物語っている。やがて、この時期の甘口な日本酒への反動として、1980年代から1990年代にかけて日本酒辛口ブームが到来することとなる。

## 1970 - 1990年代

### 消費低迷期
1973年（昭和48年）日本酒の消費は減少へと転じたが、決定的事件がこの周辺に起こったわけではない。これは1937年（昭和12年）以降、もしくは大正時代以降の小さな変化や事件の重層的な積み重ねの結果であり、構造変化が目に見えるかたちとなって現れたのが1973年（昭和48年）であった。それまで小さな要因が蓄積するあいだに、同時代的に警鐘を鳴らす者が皆無だったわけではない（参照：低迷からの模索）が、当時は少数派にとどまった。
焼酎・ビール・ウィスキー・ワインなど日本酒と競合するアルコール飲料との市場シェア争いという観点からは、1973年（昭和48年）は、1955年（昭和30年）以降ずっと減少していた焼酎の消費が、日本酒とは逆に増加に転じた年でもある。また、二年前（1971年（昭和46年））にはウィスキーの貿易自由化が発表され、前年（1972年（昭和47年））にはワインブームが始まっている。貿易自由化された輸入ウィスキーの消費はこの後十年で約20倍になった。たとえばスコッチウィスキーの輸入数量は、自由化直前の1970年（昭和45年）で1,900klであったが、1979年（昭和54年）には32,000klとなっている。
明治時代に酒が一升瓶で流通するようになったために、日本人の酒の消費の仕方が、年に数回だけハレの日に振る舞い酒をとことん泥酔するまで飲む様式から、日常的に自分の好みの酒を晩酌や独酌としてほどほどに酔う（なま酔い）様式へ変化した。
さらに高度経済成長を経て、どんな山奥の僻村でも酒類が入手でき、都市部では自動販売機で缶ビールやワンカップが買えるようになったこの時代、消費の形態にも次なる変化が起こっていた。「飲んでつぶしてポイ」のキャッチコピーに象徴されるように、人は酒に「ありがたみ」を感じることがなくなった。また、酒屋へ行ってあれこれ思案し「今日はこの酒を飲もう」と思い入れを持って酒を買ってくることがなくなった。それは酒類に限らず、技術革新が生活の諸方面にもたらした意識変化であり、軽薄短小が好まれた時代の空気でもあった。

### 飲料の低アルコール化
戦後の闇酒全盛の時代、市場にまともな味の酒はなく、人々は仕方なく雑酒を選んだが、高度経済成長期を経て酒類や食糧が巷間にあふれ返る社会になっても、むしろ人々の味に対する志向は軽薄になっていった。また、かつての「とことん泥酔」から「ほどほどなま酔い」への移行も、さらに局所的に濃度が薄まり、より日常的な微酔へと変化していく。その延長線上に来るのが、水割りウィスキーやチューハイの出現であり、飲料の低アルコール化であり、ノン・アルコール世代の出現へと至るのである。この時代の人々は酒に、かつて祭事（非日常）に酩酊した時代とは異なる意味で、「味」よりも「酔い」を求めていた。かみしめるように味を鑑賞しながらほどほどに酔う酒である日本酒は低迷していった。「味」よりも「酔い」を追い求める消費者たちの需要と欲求は、安価な三増酒の消費を促進しただけでなく「酒道」などとも表現される一種の「文化」も衰退させた。
戦後復興期から高度経済成長期にかけての日本酒の消費低迷へのさまざまな要因が蓄積していく間に、同時代的に警鐘を鳴らす者が皆無だったわけではない。1953年（昭和28年）国税庁の鑑定官であった田中哲郎を中心として、全国の有志酒蔵が、当時の時流であった三増酒に抗して品質の高い酒を造ろうと研醸会を結成している。
1973年（昭和48年）にはアルコール添加の量を三増酒よりはるかに減らした本醸造酒が一般市場に売り出されるようになった。安全醸造が保証された時代となり、もはや腐造防止は目的にあらず、米不足の時代もすでに脱し、原料米節約のための苦肉の策としてアルコールを添加する必要もない。本醸造酒のアルコール添加の目的は香味の調整にあり、重量比10分の1以下に限られる。1970年代には「本醸造宣言」する酒蔵が話題になったが、後に1990年代から2000年代にかけて全量純米で造る「純米蔵宣言」をする酒蔵が話題となったのと同じようなインパクトを持つものだった。なお、三増酒と本醸造酒はアルコール添加をしているという意味で同じように考える消費者もいるがまったく異なる。
1974年（昭和49年）のオイルショックにより、経済成長は戦後初のマイナスを記録した。大手メーカーは成長が止まり、未納税取引がほとんど行なわれないようになったため、桶売りに完全に頼っていた地方の零細蔵は相次いで倒産し、自立のきっかけをつかんだ蔵も地酒としての生き残り方を真剣に模索せざるをえなくなった。
1982年（昭和57年）、清涼飲料水業界に表面をプラスティック・フィルムで保護した軽量ワンウェイ壜が導入され、これを利用して1983年（昭和58年）炭酸飲料「ハイサワー」が発売された。ハイサワーは、焼酎などの高濃度のアルコール飲料に加えて飲むもの（割り物）である。焼酎を清涼飲料水や炭酸水で割ったものを、焼「酎」と「ハイ」ボールに由来してチューハイと呼ぶが、新容器の登場によって居酒屋で飲むチューハイが家庭でも手軽に飲めるようになった。
飲料の低アルコール化は、それまでの「酒」と「水」、「アルコール」と「ノンアルコール」の境界線を曖昧にしていく歴史作用も持っていた。古くは祭事などの折に年に数回、泥酔するほど飲むが、日常生活には徳利の影も見当たらないような明治時代以前の酒のありようから、食卓に晩酌がなじんできたそれ以降の酒のありようへの変化も、その境界線を曖昧にしていく歴史作用であったが、その延長線上にあるものである。それまで峻別されていた「酒を飲む場・時・人」と「酒を飲まない場・時・人」が境界線を溶かされることで共存し始めたといってもよい。
チューハイをはじめとする低アルコール飲料のブームは、飲酒につきまとう旧来の負のイメージを刷新し、女性の飲酒へのハードルを下げることに役立った。こうした流れのなかで宝酒造は、デビッド・ボウイやシーナ・イーストンなど、従来の泥臭い焼酎のイメージから程遠い外国人タレントを宝焼酎『純』のCMに起用し、焼酎とチューハイの一般化を図り多大な成果を挙げた。大手アルコール飲料メーカーは競うようにして同様の商品、すなわち瓶はスタイリッシュだが中身はあまり本格性のない焼酎甲類を発売するに至った。
飲料の低アルコール化現象は日本以外の国々でも進行しつつあり、日本でもウィスキーの水割りが一般化してきた昭和40年代にも予兆を見ることができるが、ハイサワーの登場と焼酎甲類の急伸が、1983年（昭和58年）から1985年（昭和60年）にかけてのチューハイブームを一気に加速させた。さらには缶ビールのようにチューハイを缶に詰めた「缶チューハイ」も発売され、広く飲まれるようになった。水などの割り物で「割る」という飲み方をしない日本酒は、こうした趨勢に乗り遅れさらに消費を低迷させた。

### 純米酒復興の模索
1964年（昭和39年）、京都・伏見の玉乃光酒造は業界に先駆け純米酒を復興し発売した。純米酒はアル添の普通酒に比べ1.8倍の米の量が必要で、アル添の2級酒に比べ価格が2倍ほどの純米酒を「無添加清酒」（2級酒）として、発売に踏み切った。今日でいう純米酒である。
埼玉県では1975年（昭和50年）ごろから蓮田市「神亀」（しんかめ）の神亀酒造がアルコール添加をしない酒造りへの移行を始め、1987年（昭和62年）には全国で最初に全量純米へ切り替えた。当時はこの意味が評価されず、「最初は一滴も売れなかった」と蔵人が回顧している が、この変革は各地の酒蔵に勇気を与え、石川県「加賀鳶」（かがとび）、「黒帯」の福光屋、兵庫県「富久錦」（ふくにしき）の富久錦、茨城県「郷乃誉」（さとのほまれ）の須藤本家などが同様の選択をおこなった。平成時代に入ってこれらの蔵に範を取り、いわゆる「純米蔵宣言」する酒蔵が増えてきている。また長野銘醸によれば「元禄の時代より1年たりとも休む事もなく酒造りを継続し、戦後全面的に三倍醸造法が普及する中で、『清酒の技術を冒濱するようなもんはみとめられん』と大反対し、純米酒を守り続けた」としている。
一方ではアルコール添加を、かつての三増酒に施した防腐や嵩増しの目的ではなく、あくまでも酒質を高めるための究極の技法として追究している石川県「菊姫」の菊姫合資会社のように、純米蔵宣言とは別の方向で日本酒の品質向上と信頼回復に励んでいる蔵もある。同社では「一切の妥協を排した酒造りのできる次代のスペシャリスト養成」のため、すでに1986年（昭和61年）から酒マイスター制度を導入し、伝承技術と企業ノウハウの両方を身につけた新しい世代の杜氏を育成しはじめた。
日本酒の消費が表向き数字の上では右肩上がりであった昭和時代中期には、日本酒の将来をまじめに考える造り手は圧倒的な少数派であり、脚光を浴びるには至らなかった。皮肉なことに、1973年（昭和48年）以降は消費の減退というかたちで日本酒業界の衰退が明らかとなったことでかえって光が当たり、これ以後はむしろ復活への試みと努力が歴史の表に出てきたのであった。

### バブル景気
1980年代、すでに日本酒は長い低迷からの脱却を求めて、酒米、酵母の開発や、純米酒の改良など、地道な研究を始めて数年が経っていたが、大半の消費者が引き寄せられる華々しい西洋志向の前には、いまだほとんど無力であった。バブル景気は日本酒業界へもさまざまな影響を与え、人々が金の使い道を求めて高級志向の吟醸酒ブーム、淡麗辛口ブームなどを促進した。しかし話題性のある小さな酒蔵から出荷された希少酒を投資目的で買占め、熟成に向かないため早めに飲まなくてはならない生酒であるのにもかかわらず、価格が上がるのを待ち、過大なプレミアムをつけて市場へ放出するブローカーが跋扈した。
また、欧米コンプレックスをかかえる日本人が、ありあまる資金を手にしたときに食卓に置きたがるのが、ワインやブランデーなど西洋の飲料であった。「解禁日をいちばん早く迎える国は日本」という宣伝戦略を打ったフランスのボジョレーヌーボーのように、そういう日本人の特性にいち早く目をつけた海外資本は、このときとばかりに巨額の商業的成功をおさめた。飲料そのものの「味」よりも、それを「所有すること」に価値を置いたバブル景気時の日本人は、「文化的でオシャレで上等な飲み物」であるフランスワインを購入することに狂奔した。
また当時は、現在よりもアルコール依存症に対する認知が低く、飲酒運転にかかわる道路交通法の罰則も緩く、コンパや飲み会などでは「イッキ呑み」の強要など、現在ではアルコールハラスメントとみなされる飲み方・飲ませ方が日常的に行われていた。大学の新歓コンパで未成年の新入生が急性アルコール中毒を起こし、病院へ救急搬送され死亡するケースも相次いで社会問題となった。

### 淡麗辛口ブーム
1960年代にかけて日本酒の濃醇辛口から淡麗甘口への移行が起こったが、ひとたび三増酒主流からの脱却が始まると、それまでの甘口への反動として「淡麗辛口ブーム」が起こり、約20年ほど続いた。
米軍占領期まで安全醸造が日本酒造りにおける至上命令となっていたころ、腐造した酒を審査で落とす目安として、鑑評会で色のついた完成酒を減点するという時代があった。このため出品する酒蔵は、たいてい黄金色がついている上槽したばかりの酒に活性炭濾過をほどこし、酒から色を抜くことに力をそそいだ。このように濾過すると色は抜けるがコクや雑味も抜けてしまう。その結果「淡麗」と表現されるあっさりすっきりとした酒となる。
新潟県中越地方はもともと濃醇な地酒を誇る産地であったが、一方ではこの活性炭濾過を専門職とする「炭屋」（すみや）と呼ばれる職人たちを多く抱える越後杜氏の本拠地でもあった。そのため少量の炭で要領よく色や味を抜く炭掛け（すみがけ）の技術が発達していた。1972年（昭和47年）雑誌編集者であった佐々木久子が新潟県石本酒造の『越乃寒梅』を雑誌に紹介し幻の酒として有名になった。全国的に新潟の酒が売れ始めた嚆矢とされる。
『越乃寒梅』で自信をつけた越後流の淡麗な酒は、1985年（昭和60年）ごろ日本酒市場へ大規模な売り込みをかける。それまで主流だった灘や伏見の大手メーカーによる酒が甘くくどくなっていたことに飽いていた消費者は、反動としてこの新潟酒を好感した。そこへ、1987年（昭和62年）に朝日麦酒からアサヒスーパードライという辛口のビールが発売され、記念碑的なヒットを打ち出した。これが日本酒へも伝播し、日本酒においても辛口ブームに火がついた。消費者が好感している要素の大きな部分が「辛口」であることを見出すと、新潟酒はどんどん辛口になっていった。また、もともと「端麗」と書かれていたが炭掛けした酒の味のイメージから「淡麗」に変わった。酒米「越淡麗」（こしたんれい）が新潟県の奨励品種となるに至り、「淡麗」という語もすっかり「端麗」とは別のニュアンスを持つ語として定着していった。新潟県はもともと全国有数の米どころであり、消費者から見ても米と酒のイメージが結び付きやすかったことから、新潟酒は商業的にも成功をおさめ、「酒は新潟に限る」といった考えを持つ消費者も多く現れたという。
この傾向を見た他県の酒蔵も、次々と淡麗辛口へと路線を変更していき、やがて日本中で淡麗辛口の酒が造られるようになった。香りを引き出し味をスッキリさせるために行なわれていたアルコール添加も、製成酒を辛くするのが目的で行なう蔵も現れた。炭で味を削り、アルコール添加で味を辛くして出荷するのであれば、本来の「醸造によって味を造る」という原点からは外れていくのであるが、ブームの勢いは圧倒的なものがあった。
消費者のあいだには「良い酒とは辛口、悪い酒とは甘口」といった誤った図式が流布し、甘口と旨口（うまくち）の区別すらつかない味覚的に熟達していない消費者が、昔ながらの地酒ふうの濃醇さを忌避し、水のようにサラサラとした清酒だけを本当の日本酒と信じる時代がつづいた。その背景には、前世代の重厚長大への反動として、何につけても軽薄短小を好み、ポスト・モダンなどといったことをもてはやすバブル時代前後の空気があった。
また、食生活の欧米化が進んでバターやオリーブオイルなどを油を多用する料理を日常的に食するようになっていた日本人にとって、それらと食卓で合わせる日本酒として、またある意味で白ワインの代替品として、淡麗辛口が好まれた。

### 吟醸酒の普及と新酵母の開発
昭和から平成へ移り1990年代に入ると、淡麗辛口ではない旨口や濃醇な酒も盛んに売り出されるようになったが、ブームに逆らってかつての評価を回復するには十年余りを要した。
すでに1930年代前半に吟醸酒が誕生しながらも、戦中戦後の窮乏の中でその発展は棚上げとなっていた。だが、1970年代には醪（もろみ）造りの工程における温度管理の技術が飛躍的に発達し、また協会7号や協会9号などの吟醸造りに適した酵母が頒布されたことで、ようやく少量ずつ市場へも出荷され始め、消費者に受け容れられていく。1980年代には広く一般に流通するようになり、バブル景気ともあいまって吟醸酒ブームを生んだ。
日本酒が全体的に日本国内で売れなくなっていく消費低迷期に、吟醸酒（吟醸系の酒）は国内外でその消費を伸ばし、その存在感を増していった。1940年（昭和15年）から続いた日本酒級別制度も、1992年（平成4年）に終焉を迎えた。
この趨勢の中で、都道府県の研究センターや農業大学などを中心として、より吟醸香を出す新たな酵母の開発が進み、少酸性酵母、高エステル生成酵母、リンゴ酸高生産性多酸酵母といった高い香りを出す酵母が多数生み出されていった。1990年代以降は、地域の特性を生かした酒造好適米や酵母も開発され、それぞれ開発地を名称に冠する静岡酵母、山形酵母、秋田酵母、福島酵母や、アルプス酵母に代表されるカプロン酸エチル高生産性酵母、あるいは東京農業大学がなでしこ、ベコニア、ツルバラの花から分離した花酵母などが、新しい吟醸香を引き出すものとして評価を集めた。
一方で「本来の米の味と香りのする酒のほうがいい」と吟醸酒を嫌う愛飲家も少なくない。また、吟醸香も強すぎればかえって酒の味を損なってしまうことなどから、強い吟醸香を出す新種の酵母を敬遠する蔵元も多い。こういう酵母は、他の酵母とブレンドしたり、鑑評会への出品酒のみに使ったりと、使い方が模索されている途上にあるといってよい。

## 2000年代以降

### 消費者のアルコール離れ
2000年代から顕著になっているのが、日本酒に限らず、酒類一般の消費習慣から離れる酒離れあるいはアルコール離れ（disalcoholization）といわれる現象である。マスメディアでは「若者のアルコール離れ」と言われることもあるが、アルコール消費量の減少は、若者に限らず中高年でも著しい。
さらに日本酒の酒類製造免許は、市場のバランスを保つため審査が厳しいことから新規参入が難しいことも重なり、国内出荷量の低迷が続いている。
酒離れは日本だけではなく世界的な傾向で、ワイン消費大国フランスでも、2005年の同国ワイン業者組合の調査によれば、「ワインをほぼ毎日飲む」と答える人は1980年には51%だったのが、2005年には21%と大きく減少している。その一方で日本ではワインブームが起こり、山梨県をはじめ北海道から西日本にかけて日本産ワインが作られている。また日本ではボジョレー・ヌーボーのブームも起きている（ボジョレーワイン#ボジョレー・ヌヴォーを参照）。

### 日本食ブームと吟醸酒の国際化
バブル期の揺り戻しであった平成不況から2006年（平成18年）第1四半期に抜け出ると、淡麗辛口ブームも終焉し、伝統的な日本料理が再評価されるにつれて、昨今では濃醇系の日本酒もシェアを回復してきているが、日本酒全体の消費は長期低迷を脱していない。
その間にも、日本酒の品質向上に向けての試行錯誤、技術改良がさまざまに重ねられてきた結果、古代に日本酒が醸されて以来、特に吟醸酒（吟醸系の酒）の品質は、史上最高水準に達していると言ってよいのだが、消費が回復するには至っていない。国税庁発表によれば、日本酒の日本国内での消費量は、2006年（平成18年）には全盛期の半分近くまで落ち込んでしまっている。
むしろ世界市場において日本酒の高品質が評価され始め、日本酒の輸出量は年々倍増している。普通酒を造るレベルの設備を持った日本酒醸造所であれば、世界にも多く存在しており、必然的に日本の水や技術でしか作れない、吟醸酒に代表される高級酒が日本からの輸出の中心となっている。日本食ブームに伴い「吟醸酒ブーム」の中心は、2000年代には日本ではなくアメリカ合衆国・フランスを中心とした世界に移ったと言われる。ニューヨークやパリなどでは、食前酒として日本産の吟醸酒を飲むのがトレンドとされている向きもある。
イギリスでは日本食人気の高まりを反映して、伝統あるワインコンテストである「International Wine Challenge」に、2007年に「SAKE」部門が新設された。2012年には292蔵689銘柄が出品されている。

### 「伝統的酒造り」がユネスコ無形文化遺産に登録
2024年（令和6年）12月5日（木）にユネスコ無形文化遺産保護条約第19回政府間委員会において審議が行われ、無形文化遺産に登録された。「伝統的酒造り」については、2023年（令和5年）3月に提案し、2024年（令和6年）11月5日に評価機関より勧告を受けていた。

## 日本酒の現在
1940年（昭和15年）に始まった日本酒級別制度への批判が高まり、1990年（平成2年）からそれに代わる日本酒の分類として使われるようになったのが、のちに分類の項で詳しく述べられるような普通酒、特定名称酒など9種類の名称である。日本酒級別制度は1992年（平成4年）に完全に撤廃された。
また、酒造りには冬の寒さが必要であるが、地球温暖化の影響により関西や関東では影響が出始めていることから、冷涼な北海道へ移転する酒蔵が相次いでいることが、2021年7月10日のNHKニュースで報じられた。
日本酒は、昔ながらの正統な味や質の継承と復活もさることながら、輸出の伸張と国内消費を回復をめざして次のような方向で多様な模索が続けられている。
小ボトル化
1901年（明治34年）に導入されて以来百年余り、日本酒は一升瓶で買うのが主流であった。世帯人数の減少などから、より小さい四合瓶や300ml瓶、カップ酒への多様化・転換が図られている。しかし消費者の側からは、小瓶になると割高になることや、小瓶を並べているコンビニエンスストアなどの陳列方法が果たして日本酒の販売に適切な温度管理なのかといった疑問も寄せられている。
流通経路の改革
主に蔵元の生酒や稀少地酒を、大都市へコールドチェーンで輸送する。
種類の多様化
貴醸酒、低濃度酒、低精白酒、発泡日本酒などの開発。
女性消費者の開拓
赤色酵母を用いたピンク色の甘口の日本酒や発泡日本酒など。
単米酒の出現
従来のように複数の酒米を合わせるのでなく、単一の、しかも山田錦ではない米種のみで仕上げる酒。
それぞれの地方に適した酒米や酵母の開発
国外市場へのプロモーション（輸出）
ラベルのデザインの改良
洋酒風、前衛芸術・モダンアート風、萌え絵風などへの多様化。
伝統的製法の復活と復元
樽酒、木桶造り、日本で最初に分離された酵母による醸造、古文書『延喜式』による貴醸酒の開発など。
アンテナショップの増加
大手の酒類販売店が自己資本で飲食店（主に高級居酒屋・和ダイニングバーなど）を経営し、一般消費者層になじみの薄かった地方の銘酒などを試飲感覚で安価で提供している。
学際的な日本酒研究
新潟大学と新潟県、新潟県酒造組合は2017年5月、「日本酒学」構築を目指す連携協定を結んだ。
健康効果の研究とアピール
アミノ酸成分への再評価、秋田大学の研究による日本酒の抗がん成分アルペラチンなど。「日本酒はカロリーが高く肥る」との通説の科学的否定。
水割り・チェイサー・カクテルの提案
日本酒造組合中央会は、泥酔防止のため日本酒の合間に「和らぎ水」を飲むことを勧めている。
宇宙酒の登場
ワイン樽仕込みの日本酒の登場
「ワインはおしゃれ、日本酒はダサイ」との先入観を持ってしまった国内消費者層への働きかけの一端。

## 日本酒に関する古文書
古事記（こじき）
712年 太安万侶ほか。百済人須須許里（すすこり）が大御酒（おおみき）を天皇に献上したとの記述あり。
大隅国風土記（おおすみのくにふどき）
713年以降 逸文に口嚼ノ酒（くちかみのさけ）に関する記述あり。
播磨国風土記（はりまのくにふどき）
716年? 濡れた干し飯に生えたカビからできた酒に関する記述あり。
日本書紀（にほんしょき）
720年 舎人親王ほか。八塩折之酒、国樔（くず）の醴酒（こざけ）献上、餌香市（えがのいち）の旨酒や吉備の旨酒の記述など、神代から持統天皇時代までの日本酒に関する記述多し。
万葉集（まんようしゅう）
759年以降成立、7世紀後半から8世紀後半頃に編纂。酒に関する歌が多数詠まれており、特に大伴旅人は「讃酒歌十三首（酒を讃むる歌十三首）を残している。以下は酒の種類や作った場所などがわかる歌。
験（しるし）なき 物を思はずは 一坏（ひとつき）の 濁（にご）れる酒を 飲むべくあるらし - 大伴旅人 巻3-338
酒の名を 聖（ひじり）と負（お）ほせし 古（いにしへ）の大き聖の 言（こと）の宣（よろ）しさ - 大伴旅人 巻3-339（聖人=中国での清酒の隠語）
價（あたい）なき 宝といふとも 一坏（ひとつき）の 濁（にご）れる酒に 豈（あ）にまさめやも - 大伴旅人 巻3-345
古人（ふるひと）の 飲（たま）へしめたる 吉備の酒 病（や）めばすべなし 貫簀（ぬきす）賜（たば）らむ - 丹生女王（にふのおおきみ） 巻4-554
君がため 醸（か）みし待酒（まちさけ） 安（やす）の野に 独りや飲まむ 友無しにして - 大伴旅人 巻4-555 天平元年（729年）頃の歌。
天地（あめつち）と 久（ひさ）しきまでに 万代（よろづよ）に 仕え奉らむ 黒酒白酒（くろきしろき）を - 文屋智努（智努王） 巻19-4275
味飯（うまいひ）を 水（みづ）に醸（か）み成（な）し 我（あ）が待ちし 代（かひ）はかつてなし 直（ただ）にしあらねば - 車持氏娘子（くるまもちのうぢのをとめ） 巻16－3810
梯立（はしたて）の 熊来酒屋（くまきさかや）に まぬらる奴 わし さすひ立て 率（ゐ）て来なましを まぬらる奴 わし - 能登国の歌（作者未詳） 巻16－3879（酒屋=酒蔵、醸造所）
そのほか山上憶良の貧窮問答歌 巻5-892に「糟湯酒」の記述がある。
令集解（りょうのしゅうげ）
868年? 惟宗直本著。全50巻中36巻が現存。養老律令の私撰注釈書で、飛鳥時代から奈良時代と推定される米麹による酒造法が記述されている。
延喜式（えんぎしき）
927年 藤原忠平ほか著。律令の施行細則50巻。平安時代初期までの朝廷による酒造について記述されている。
御酒之日記（ごしゅのにっき）
1355年または1489年 著者不詳。中世の酒造法が詳しく記されている。秋田藩佐竹家に伝わっていた、日本最初の民間の酒造技術書。
多聞院日記（たもんいんにっき）
1478年-1618年 僧英俊ほか著。興福寺塔頭多聞院で140年にわたり歴代つけられていた日記。当時の酒、醤油、味噌などに関する製造記録を含む。
童蒙酒造記（どうもうしゅぞうき）
1687年? 著者不詳。鴻池流を中心とした酒造技術書。現存するこの分野の書では、江戸時代を通じて質量ともに最高の内容を誇る。
本朝食鑑（ほんちょうしょっかん）
1697年 人見必大著。江戸時代前期の食に関する百科全書。
和漢三才図会（わかんさんさいずえ）
1713年 寺島良安著。日本初の絵入り百科事典。
日本山海名産図会（にほんさんかいめいさんずえ）
1799年 木村兼葭堂著。伊丹や灘で造られている下り酒の様子が詳細な絵入りで説明されている。
手造酒法（てづくりしゅほう）
1813年 『東海道中膝栗毛』で名高い十返舎一九（じっぺんしゃいっく）が書いた当時のグルメ本。前半は様々な酒に関して薀蓄が垂れられている。
守貞漫稿（もりさだまんこう）
1853年 喜田川守貞著。江戸時代末期の酒に関する風俗、流通、酒器について述べたもの。酒を通じて当時の庶民の生活が伝わってくる。

## 日本酒にまつわる事件
亭子院の酒合戦（ていしいんのさけがっせん）
延喜11年（911年） 『本朝文粋』に記述あり。宇多上皇が主催し、覚えのある有力貴族が酒豪を競った。多くの参加者が泥酔、吐瀉する中、藤原伊衡だけが乱れず。
文安の麹騒動（ぶんあんのこうじそうどう）
文安1年（1444年） 武力衝突により麹屋業の滅亡。以後、麹造りは酒屋業の仕事の一部に。
宮中十種酒十度飲の宴
文明6年（1474年） 『親長卿記』に記述あり。
醍醐の花見（だいごのはなみ）
慶長3年（1598年） 豊臣秀吉はこのとき諸国の銘酒を献上させた。また南蛮酒として、広く海外からも珍酒が集められた。
川崎大師河原の酒合戦（かわさきだいしがわらのさけがっせん）
慶安1年（1648年）茨城春朔『水鳥記』に記述あり。江戸市中のみならず武蔵、相模などから身分を問わず酒豪が集められ、東西両軍に分かれて競った。
千住の酒合戦（せんじゅのさけがっせん）
文化12年（1815年）、千住宿に住む中屋六衛門の六十歳の誕生日を祝う競飲会として催された。大田南畝『後水鳥記』、高田与清『擁書漫筆』に記述あり。化政文化の一端がのぞかれる。
万八楼の酒合戦（まんはちろうのさけがっせん）
文化14年（1817年）、両国橋で行われた飲み喰い競争。大喰いの部と大酒飲みの部に参加者が分けられた。千住の酒合戦の拡大版。
大阪酒屋会議事件
1882年（明治15年） 酒造業者の明治政府への増税反対運動が高まり、大阪府警は酒屋会議を禁止。酒屋は淀川の舟の中や、京都で会議を強行。
熊谷の酒合戦（くまがやのさけがっせん）
1927年（昭和2年）、埼玉県大里郡熊谷町（寄居町）で催された競飲会。只飲みを防ぐための工夫がこらされた。以後、1930年代に入ると国情不安、軍部の台頭などによりこのような風俗はつとに減少し、また日本酒をめぐる情勢も激変していくこととなる。
神奈川税務署員殉職事件
1947年（昭和22年）6月、密造酒の製造基地のひとつであった川崎市の在日朝鮮人集落を摘発した税務署員が殺害された事件。
どぶろく裁判
1984年（昭和59年）から1989年（平成元年）にかけて、食文化における国民の幸福の追求と、国家の税収確保を争点として、自家製酒どぶろくをめぐって最高裁まで争われた裁判。
全国小売酒販組合中央会年金資金不正支出事件
2005年（平成17年）。2000年代後半に起きた年金問題の関連事件。